# 1852
Portal Geschichte | Portal Biografien | Aktuelle Ereignisse | Jahreskalender | Tagesartikel

◄ |
18. Jahrhundert |
19. Jahrhundert
| 20. Jahrhundert | ►

◄ |
1820er |
1830er |
1840er |
1850er
| 1860er | 1870er | 1880er | ►

◄◄ |
◄ |
1848 |
1849 |
1850 |
1851 |
1852
| 1853 | 1854 | 1855 | 1856 | ► | ►►
Staatsoberhäupter · Wahlen · Nekrolog  · Literaturjahr · Musikjahr   · Sportjahr
| Januar | Januar | Januar | Januar | Januar | Januar | Januar | Januar |
| Kw     | Mo     | Di     | Mi     | Do     | Fr     | Sa     | So     |
| ------ | ------ | ------ | ------ | ------ | ------ | ------ | ------ |
| 1      |        |        |        | 1      | 2      | 3      | 4      |
| 2      | 5      | 6      | 7      | 8      | 9      | 10     | 11     |
| 3      | 12     | 13     | 14     | 15     | 16     | 17     | 18     |
| 4      | 19     | 20     | 21     | 22     | 23     | 24     | 25     |
| 5      | 26     | 27     | 28     | 29     | 30     | 31     |        |

| Februar | Februar | Februar | Februar | Februar | Februar | Februar | Februar |
| Kw      | Mo      | Di      | Mi      | Do      | Fr      | Sa      | So      |
| ------- | ------- | ------- | ------- | ------- | ------- | ------- | ------- |
| 5       |         |         |         |         |         |         | 1       |
| 6       | 2       | 3       | 4       | 5       | 6       | 7       | 8       |
| 7       | 9       | 10      | 11      | 12      | 13      | 14      | 15      |
| 8       | 16      | 17      | 18      | 19      | 20      | 21      | 22      |
| 9       | 23      | 24      | 25      | 26      | 27      | 28      | 29      |

| März | März | März | März | März | März | März | März |
| Kw   | Mo   | Di   | Mi   | Do   | Fr   | Sa   | So   |
| ---- | ---- | ---- | ---- | ---- | ---- | ---- | ---- |
| 10   | 1    | 2    | 3    | 4    | 5    | 6    | 7    |
| 11   | 8    | 9    | 10   | 11   | 12   | 13   | 14   |
| 12   | 15   | 16   | 17   | 18   | 19   | 20   | 21   |
| 13   | 22   | 23   | 24   | 25   | 26   | 27   | 28   |
| 14   | 29   | 30   | 31   |      |      |      |      |

| April | April | April | April | April | April | April | April |
| Kw    | Mo    | Di    | Mi    | Do    | Fr    | Sa    | So    |
| ----- | ----- | ----- | ----- | ----- | ----- | ----- | ----- |
| 14    |       |       |       | 1     | 2     | 3     | 4     |
| 15    | 5     | 6     | 7     | 8     | 9     | 10    | 11    |
| 16    | 12    | 13    | 14    | 15    | 16    | 17    | 18    |
| 17    | 19    | 20    | 21    | 22    | 23    | 24    | 25    |
| 18    | 26    | 27    | 28    | 29    | 30    |       |       |

| Mai | Mai | Mai | Mai | Mai | Mai | Mai | Mai |
| Kw  | Mo  | Di  | Mi  | Do  | Fr  | Sa  | So  |
| --- | --- | --- | --- | --- | --- | --- | --- |
| 18  |     |     |     |     |     | 1   | 2   |
| 19  | 3   | 4   | 5   | 6   | 7   | 8   | 9   |
| 20  | 10  | 11  | 12  | 13  | 14  | 15  | 16  |
| 21  | 17  | 18  | 19  | 20  | 21  | 22  | 23  |
| 22  | 24  | 25  | 26  | 27  | 28  | 29  | 30  |
| 23  | 31  |     |     |     |     |     |     |

| Juni | Juni | Juni | Juni | Juni | Juni | Juni | Juni |
| Kw   | Mo   | Di   | Mi   | Do   | Fr   | Sa   | So   |
| ---- | ---- | ---- | ---- | ---- | ---- | ---- | ---- |
| 23   |      | 1    | 2    | 3    | 4    | 5    | 6    |
| 24   | 7    | 8    | 9    | 10   | 11   | 12   | 13   |
| 25   | 14   | 15   | 16   | 17   | 18   | 19   | 20   |
| 26   | 21   | 22   | 23   | 24   | 25   | 26   | 27   |
| 27   | 28   | 29   | 30   |      |      |      |      |

| Juli | Juli | Juli | Juli | Juli | Juli | Juli | Juli |
| Kw   | Mo   | Di   | Mi   | Do   | Fr   | Sa   | So   |
| ---- | ---- | ---- | ---- | ---- | ---- | ---- | ---- |
| 27   |      |      |      | 1    | 2    | 3    | 4    |
| 28   | 5    | 6    | 7    | 8    | 9    | 10   | 11   |
| 29   | 12   | 13   | 14   | 15   | 16   | 17   | 18   |
| 30   | 19   | 20   | 21   | 22   | 23   | 24   | 25   |
| 31   | 26   | 27   | 28   | 29   | 30   | 31   |      |

| August | August | August | August | August | August | August | August |
| Kw     | Mo     | Di     | Mi     | Do     | Fr     | Sa     | So     |
| ------ | ------ | ------ | ------ | ------ | ------ | ------ | ------ |
| 31     |        |        |        |        |        |        | 1      |
| 32     | 2      | 3      | 4      | 5      | 6      | 7      | 8      |
| 33     | 9      | 10     | 11     | 12     | 13     | 14     | 15     |
| 34     | 16     | 17     | 18     | 19     | 20     | 21     | 22     |
| 35     | 23     | 24     | 25     | 26     | 27     | 28     | 29     |
| 36     | 30     | 31     |        |        |        |        |        |

| September | September | September | September | September | September | September | September |
| Kw        | Mo        | Di        | Mi        | Do        | Fr        | Sa        | So        |
| --------- | --------- | --------- | --------- | --------- | --------- | --------- | --------- |
| 36        |           |           | 1         | 2         | 3         | 4         | 5         |
| 37        | 6         | 7         | 8         | 9         | 10        | 11        | 12        |
| 38        | 13        | 14        | 15        | 16        | 17        | 18        | 19        |
| 39        | 20        | 21        | 22        | 23        | 24        | 25        | 26        |
| 40        | 27        | 28        | 29        | 30        |           |           |           |

| Oktober | Oktober | Oktober | Oktober | Oktober | Oktober | Oktober | Oktober |
| Kw      | Mo      | Di      | Mi      | Do      | Fr      | Sa      | So      |
| ------- | ------- | ------- | ------- | ------- | ------- | ------- | ------- |
| 40      |         |         |         |         | 1       | 2       | 3       |
| 41      | 4       | 5       | 6       | 7       | 8       | 9       | 10      |
| 42      | 11      | 12      | 13      | 14      | 15      | 16      | 17      |
| 43      | 18      | 19      | 20      | 21      | 22      | 23      | 24      |
| 44      | 25      | 26      | 27      | 28      | 29      | 30      | 31      |

| November | November | November | November | November | November | November | November |
| Kw       | Mo       | Di       | Mi       | Do       | Fr       | Sa       | So       |
| -------- | -------- | -------- | -------- | -------- | -------- | -------- | -------- |
| 45       | 1        | 2        | 3        | 4        | 5        | 6        | 7        |
| 46       | 8        | 9        | 10       | 11       | 12       | 13       | 14       |
| 47       | 15       | 16       | 17       | 18       | 19       | 20       | 21       |
| 48       | 22       | 23       | 24       | 25       | 26       | 27       | 28       |
| 49       | 29       | 30       |          |          |          |          |          |

| Dezember | Dezember | Dezember | Dezember | Dezember | Dezember | Dezember | Dezember |
| Kw       | Mo       | Di       | Mi       | Do       | Fr       | Sa       | So       |
| -------- | -------- | -------- | -------- | -------- | -------- | -------- | -------- |
| 49       |          |          | 1        | 2        | 3        | 4        | 5        |
| 50       | 6        | 7        | 8        | 9        | 10       | 11       | 12       |
| 51       | 13       | 14       | 15       | 16       | 17       | 18       | 19       |
| 52       | 20       | 21       | 22       | 23       | 24       | 25       | 26       |
| 53       | 27       | 28       | 29       | 30       | 31       |          |          |

| Januar | Januar | Januar | Januar | Januar | Januar | Januar | Januar |
| Kw     | Mo     | Di     | Mi     | Do     | Fr     | Sa     | So     |
| ------ | ------ | ------ | ------ | ------ | ------ | ------ | ------ |
| 1      |        |        |        | 1      | 2      | 3      | 4      |
| 2      | 5      | 6      | 7      | 8      | 9      | 10     | 11     |
| 3      | 12     | 13     | 14     | 15     | 16     | 17     | 18     |
| 4      | 19     | 20     | 21     | 22     | 23     | 24     | 25     |
| 5      | 26     | 27     | 28     | 29     | 30     | 31     |        |

| Februar | Februar | Februar | Februar | Februar | Februar | Februar | Februar |
| Kw      | Mo      | Di      | Mi      | Do      | Fr      | Sa      | So      |
| ------- | ------- | ------- | ------- | ------- | ------- | ------- | ------- |
| 5       |         |         |         |         |         |         | 1       |
| 6       | 2       | 3       | 4       | 5       | 6       | 7       | 8       |
| 7       | 9       | 10      | 11      | 12      | 13      | 14      | 15      |
| 8       | 16      | 17      | 18      | 19      | 20      | 21      | 22      |
| 9       | 23      | 24      | 25      | 26      | 27      | 28      | 29      |

| März | März | März | März | März | März | März | März |
| Kw   | Mo   | Di   | Mi   | Do   | Fr   | Sa   | So   |
| ---- | ---- | ---- | ---- | ---- | ---- | ---- | ---- |
| 10   | 1    | 2    | 3    | 4    | 5    | 6    | 7    |
| 11   | 8    | 9    | 10   | 11   | 12   | 13   | 14   |
| 12   | 15   | 16   | 17   | 18   | 19   | 20   | 21   |
| 13   | 22   | 23   | 24   | 25   | 26   | 27   | 28   |
| 14   | 29   | 30   | 31   |      |      |      |      |

| April | April | April | April | April | April | April | April |
| Kw    | Mo    | Di    | Mi    | Do    | Fr    | Sa    | So    |
| ----- | ----- | ----- | ----- | ----- | ----- | ----- | ----- |
| 14    |       |       |       | 1     | 2     | 3     | 4     |
| 15    | 5     | 6     | 7     | 8     | 9     | 10    | 11    |
| 16    | 12    | 13    | 14    | 15    | 16    | 17    | 18    |
| 17    | 19    | 20    | 21    | 22    | 23    | 24    | 25    |
| 18    | 26    | 27    | 28    | 29    | 30    |       |       |

| Mai | Mai | Mai | Mai | Mai | Mai | Mai | Mai |
| Kw  | Mo  | Di  | Mi  | Do  | Fr  | Sa  | So  |
| --- | --- | --- | --- | --- | --- | --- | --- |
| 18  |     |     |     |     |     | 1   | 2   |
| 19  | 3   | 4   | 5   | 6   | 7   | 8   | 9   |
| 20  | 10  | 11  | 12  | 13  | 14  | 15  | 16  |
| 21  | 17  | 18  | 19  | 20  | 21  | 22  | 23  |
| 22  | 24  | 25  | 26  | 27  | 28  | 29  | 30  |
| 23  | 31  |     |     |     |     |     |     |

| Juni | Juni | Juni | Juni | Juni | Juni | Juni | Juni |
| Kw   | Mo   | Di   | Mi   | Do   | Fr   | Sa   | So   |
| ---- | ---- | ---- | ---- | ---- | ---- | ---- | ---- |
| 23   |      | 1    | 2    | 3    | 4    | 5    | 6    |
| 24   | 7    | 8    | 9    | 10   | 11   | 12   | 13   |
| 25   | 14   | 15   | 16   | 17   | 18   | 19   | 20   |
| 26   | 21   | 22   | 23   | 24   | 25   | 26   | 27   |
| 27   | 28   | 29   | 30   |      |      |      |      |

| Juli | Juli | Juli | Juli | Juli | Juli | Juli | Juli |
| Kw   | Mo   | Di   | Mi   | Do   | Fr   | Sa   | So   |
| ---- | ---- | ---- | ---- | ---- | ---- | ---- | ---- |
| 27   |      |      |      | 1    | 2    | 3    | 4    |
| 28   | 5    | 6    | 7    | 8    | 9    | 10   | 11   |
| 29   | 12   | 13   | 14   | 15   | 16   | 17   | 18   |
| 30   | 19   | 20   | 21   | 22   | 23   | 24   | 25   |
| 31   | 26   | 27   | 28   | 29   | 30   | 31   |      |

| August | August | August | August | August | August | August | August |
| Kw     | Mo     | Di     | Mi     | Do     | Fr     | Sa     | So     |
| ------ | ------ | ------ | ------ | ------ | ------ | ------ | ------ |
| 31     |        |        |        |        |        |        | 1      |
| 32     | 2      | 3      | 4      | 5      | 6      | 7      | 8      |
| 33     | 9      | 10     | 11     | 12     | 13     | 14     | 15     |
| 34     | 16     | 17     | 18     | 19     | 20     | 21     | 22     |
| 35     | 23     | 24     | 25     | 26     | 27     | 28     | 29     |
| 36     | 30     | 31     |        |        |        |        |        |

| September | September | September | September | September | September | September | September |
| Kw        | Mo        | Di        | Mi        | Do        | Fr        | Sa        | So        |
| --------- | --------- | --------- | --------- | --------- | --------- | --------- | --------- |
| 36        |           |           | 1         | 2         | 3         | 4         | 5         |
| 37        | 6         | 7         | 8         | 9         | 10        | 11        | 12        |
| 38        | 13        | 14        | 15        | 16        | 17        | 18        | 19        |
| 39        | 20        | 21        | 22        | 23        | 24        | 25        | 26        |
| 40        | 27        | 28        | 29        | 30        |           |           |           |

| Oktober | Oktober | Oktober | Oktober | Oktober | Oktober | Oktober | Oktober |
| Kw      | Mo      | Di      | Mi      | Do      | Fr      | Sa      | So      |
| ------- | ------- | ------- | ------- | ------- | ------- | ------- | ------- |
| 40      |         |         |         |         | 1       | 2       | 3       |
| 41      | 4       | 5       | 6       | 7       | 8       | 9       | 10      |
| 42      | 11      | 12      | 13      | 14      | 15      | 16      | 17      |
| 43      | 18      | 19      | 20      | 21      | 22      | 23      | 24      |
| 44      | 25      | 26      | 27      | 28      | 29      | 30      | 31      |

| November | November | November | November | November | November | November | November |
| Kw       | Mo       | Di       | Mi       | Do       | Fr       | Sa       | So       |
| -------- | -------- | -------- | -------- | -------- | -------- | -------- | -------- |
| 45       | 1        | 2        | 3        | 4        | 5        | 6        | 7        |
| 46       | 8        | 9        | 10       | 11       | 12       | 13       | 14       |
| 47       | 15       | 16       | 17       | 18       | 19       | 20       | 21       |
| 48       | 22       | 23       | 24       | 25       | 26       | 27       | 28       |
| 49       | 29       | 30       |          |          |          |          |          |

| Dezember | Dezember | Dezember | Dezember | Dezember | Dezember | Dezember | Dezember |
| Kw       | Mo       | Di       | Mi       | Do       | Fr       | Sa       | So       |
| -------- | -------- | -------- | -------- | -------- | -------- | -------- | -------- |
| 49       |          |          | 1        | 2        | 3        | 4        | 5        |
| 50       | 6        | 7        | 8        | 9        | 10       | 11       | 12       |
| 51       | 13       | 14       | 15       | 16       | 17       | 18       | 19       |
| 52       | 20       | 21       | 22       | 23       | 24       | 25       | 26       |
| 53       | 27       | 28       | 29       | 30       | 31       |          |          |

## Ereignisse

### Politik und Weltgeschehen

#### Frankreich
- 27. März: Ein Dekret von Präsident Charles-Louis-Napoleon Bonaparte hebt in Frankreich die Strafarbeit in Bagnos auf. Verurteilte Strafgefangene werden stattdessen zur Arbeit in Strafkolonien deportiert.

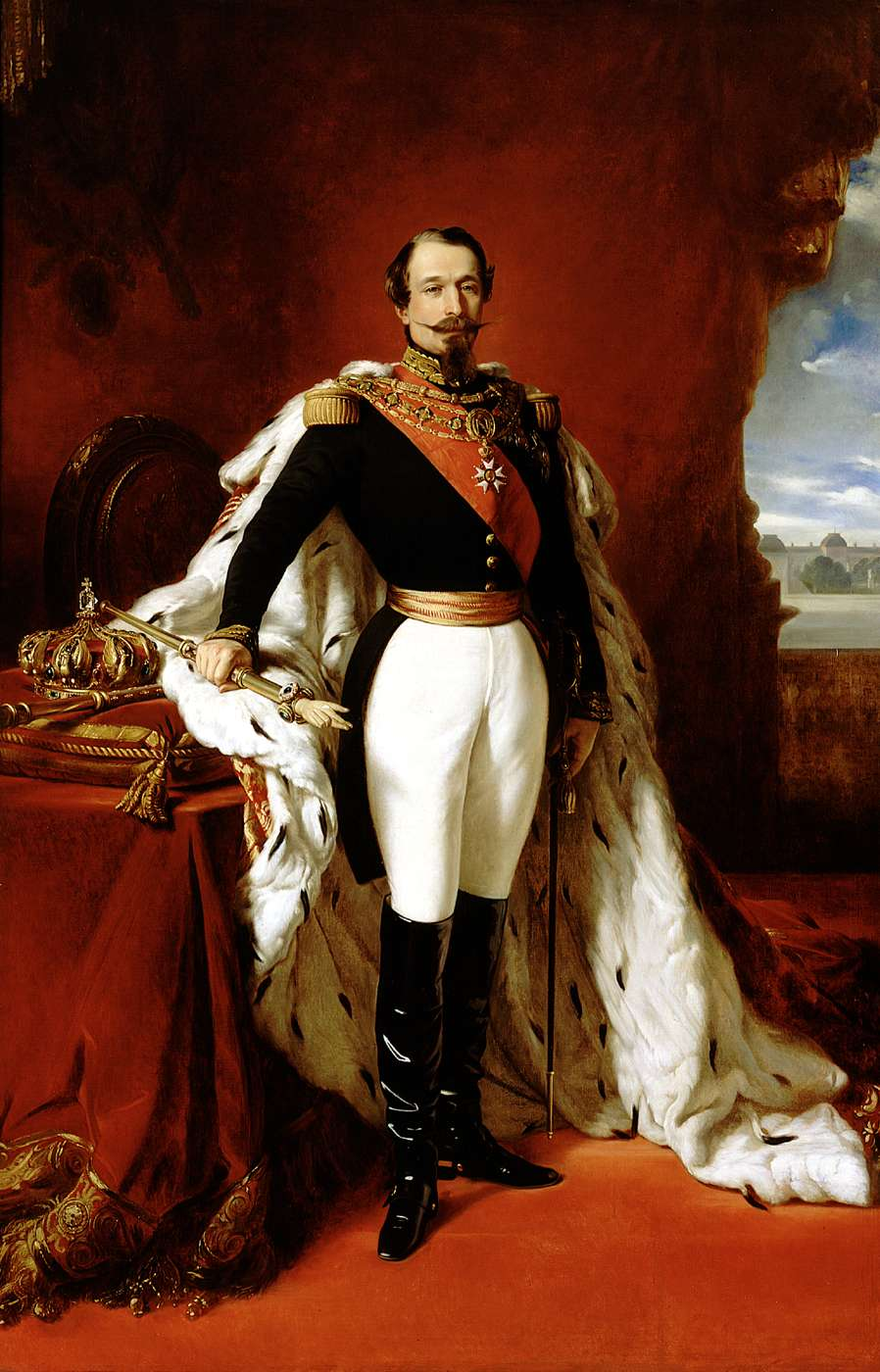
Napoleon III., 1852, Gemälde von Franz Xaver Winterhalter

- 21. November: Das Plebiszit zur Einführung des Kaiserreichs in Frankreich wird mit überwältigender Mehrheit mit „ja“ beantwortet.
- 2. Dezember: Präsident Charles-Louis-Napoleon Bonaparte lässt sich als Napoleon III. zum Kaiser der Franzosen krönen.

#### Deutscher Bund/Dänemark
- 8. Mai: Im Londoner Protokoll wird die Integrität des dänischen Gesamtstaates von den Großmächten bekräftigt. Die Herzogtümer Schleswig und Holstein bleiben aber als eigenständige Einheiten erhalten.
- 4. Oktober bis 12. November: Prozess gegen Mitglieder des Bundes der Kommunisten in Köln, am 17. November löst sich der Bund selbst auf.
- Dresden, Köln und München überschreiten die 100.000-Einwohner-Grenze und werden damit zur Großstadt.

#### Italien

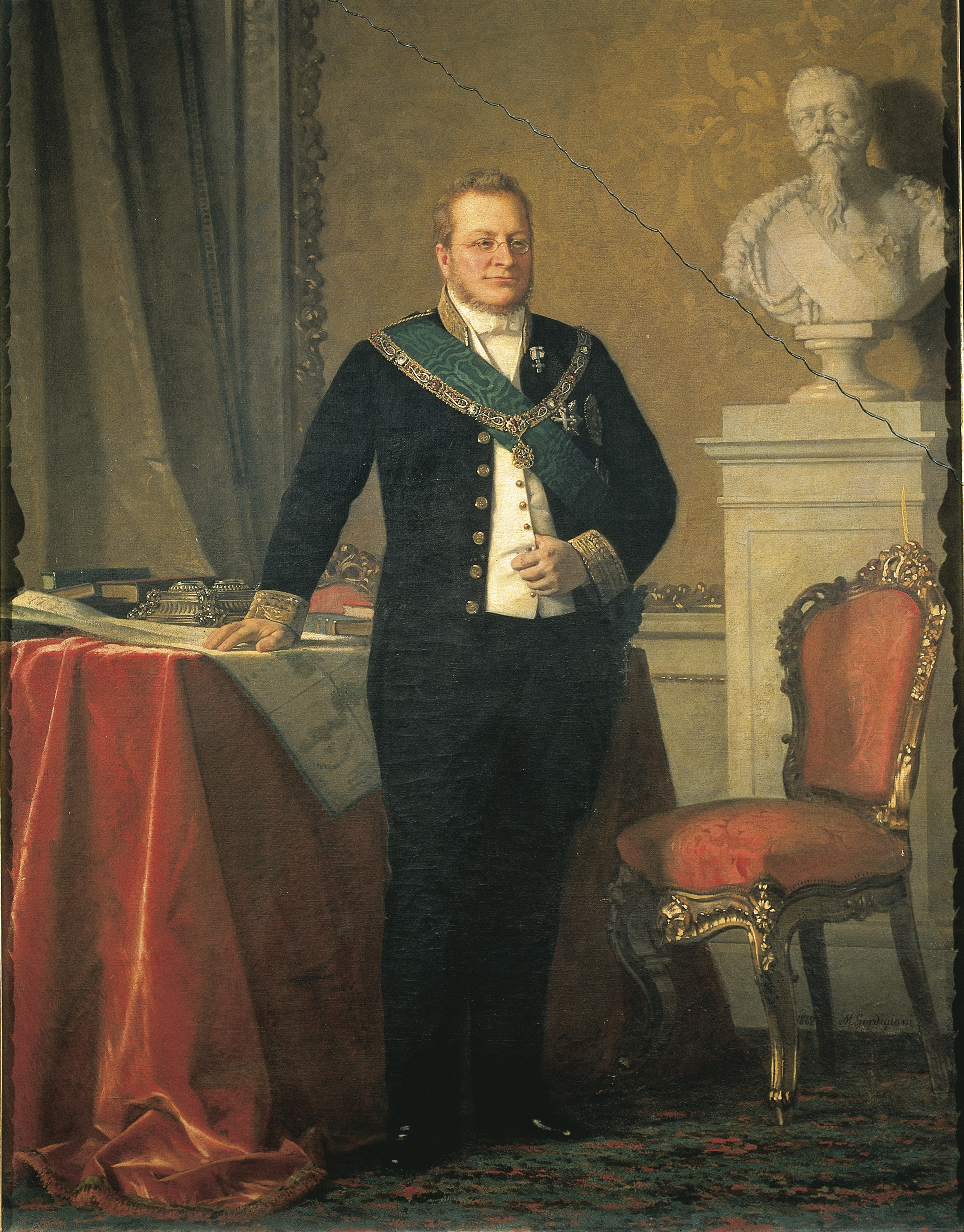
Camillo Benso di Cavour um 1850

- 4. November: Camillo Benso Graf von Cavour wird Ministerpräsident des Königreichs Sardinien.
- 7. Dezember: In einer Festung bei Mantua werden Enrico Tazzoli, Carlo Poma und drei weitere Mitglieder des in der Zeit des Risorgimento in Mantua agierenden Befreiungsausschusses nach ihrer Festnahme und Verurteilung von den Österreichern hingerichtet.

#### Weitere Ereignisse in Europa
- 1. Januar: Jonas Furrer wird zum zweiten Mal Bundespräsident der Schweiz.

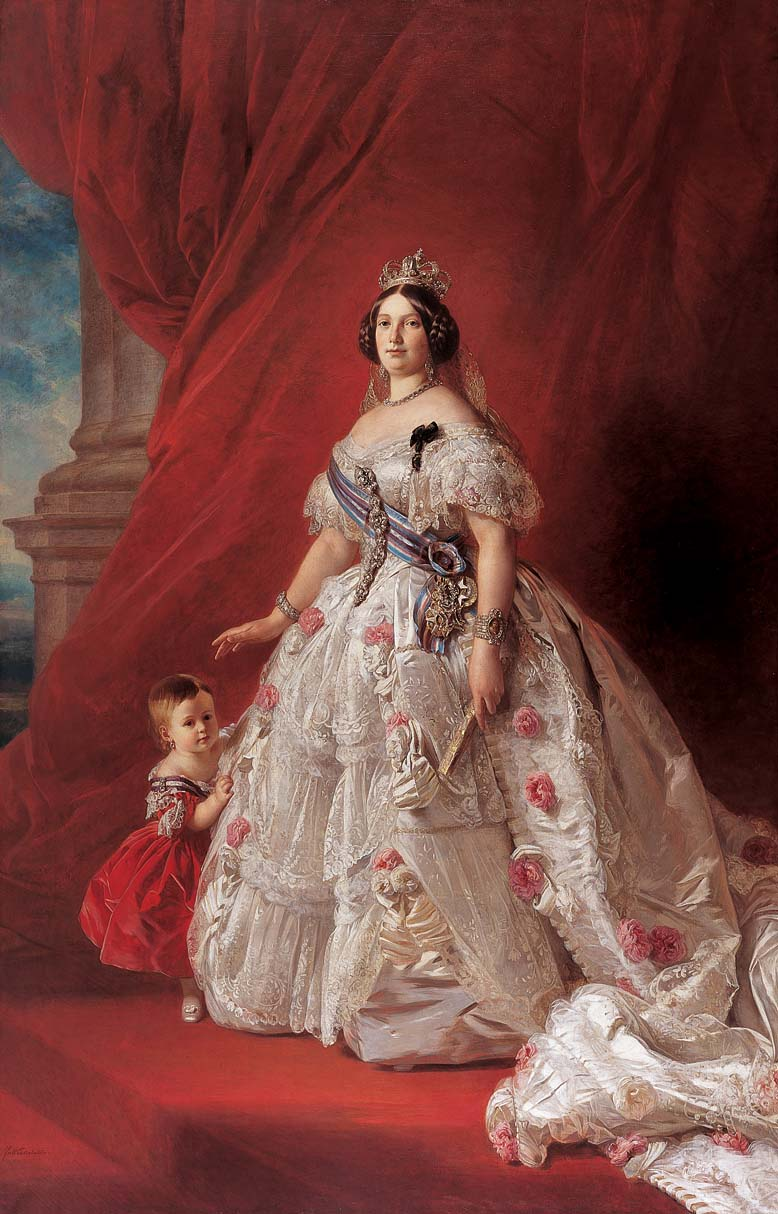
Isabella II. 1852, Gemälde von Franz Xaver Winterhalter

- 2. Februar: Der Priester Martin Merino y Gomez versucht, Königin Isabella von Spanien zu ermorden. Sein Dolch fügt ihr keine ernsthaften Verletzungen zu. Der Attentäter wird hingerichtet.
- 13. März: Danilo II. Petrović-Njegoš legt sein Amt als Fürstbischof von Montenegro zurück und begründet als Danilo I.das erbliche Fürstentum Montenegro. Noch im gleichen Jahr kommt es zu einem ersten Krieg gegen das Osmanische Reich.

#### Vereinigte Staaten von Amerika

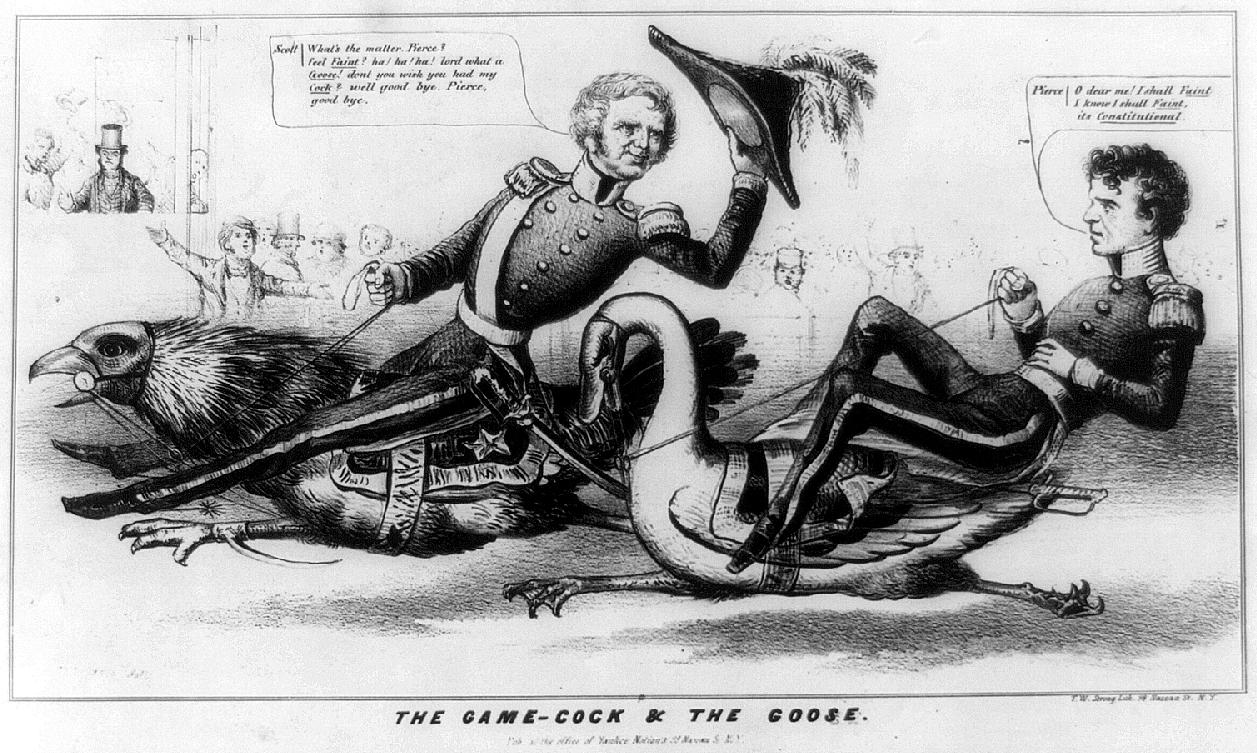
Karikatur zum US-Wahlkampf

- 2. November: Der Kandidat der Demokraten, Franklin Pierce gewinnt die Präsidentschaftswahl in den Vereinigten Staaten 1852 gegen Winfield Scott von der United States Whig Party. Weitere Kandidaten sind John Parker Hale von der Free Soil Party und Daniel Webster von der Union.

### Wirtschaft

#### Patente
- 1. Oktober: Im Vereinigten Königreich etabliert der Patent Law Reform Act das erste Patentgesetz in seiner modernen Form.

#### Unternehmensgründungen
- 16. Februar: Der deutschstämmige Farmer, Hufschmied und Wagenhersteller Henry Studebaker gründet in South Bend, Indiana, den US-amerikanischen Wagen- und späteren Automobilhersteller H. & C. Studebaker Wagon Company. Zunächst stellt sie als Schmiede Metallteile für Frachtwagen her und nimmt sich später der Fertigung kompletter Fuhrwerke an. Zu Beginn kann man hier auch Pferde beschlagen lassen.
- 21. September: In Baden-Baden beginnt Eduard Meßmer einen Laden mit Kolonialwaren zu betreiben, aus dem später das Tee-Handelsunternehmen Meßmer wird.
- 18. Juni: Der italienische Chocolatier Domingo Ghirardelli gründet in San Francisco das Unternehmen Ghirardelli & Girard, den Vorläufer der in den Vereinigten Staaten und in der Branche renommierten Ghirardelli Chocolate Company.
- 10. November: Die Grand Trunk Railway Company of Canada wird gegründet.

- Der ungarische Eisenwarenhändler Josef Körösi gründet in der steiermärkischen Gemeinde Andritz eine Eisengießerei, das rasch expandiert, und aus dem sich über die nächsten Jahrzehnte die Andritz AG entwickeln wird.
- William Fargo und Henry Wells gründen die Wells Fargo Company, um Transport-, später auch Finanzdienstleistungen anzubieten.
- Daniel Baird Wesson und Horace Smith gründen in Norwich, Connecticut, das Unternehmen Smith & Wesson.
- Friedrich Wilhelm Hasenclever gründet im Stolberger Stadtteil Atsch die Chemische Fabrik Rhenania.

### Wissenschaft und Technik

#### Naturwissenschaften
- George Gabriel Stokes entdeckt und benennt erstmals die Fluoreszenz und das, was heute als Stokes-Shift bezeichnet wird. In diesem Zusammenhang macht er erste Beobachtungen der ultravioletten Sonnenstrahlung.

Magnus-Effekt

- Heinrich Gustav Magnus bringt den Nachweis des Magnus-Effekts, ein Phänomen der Strömungsmechanik.

#### Schiffsbau

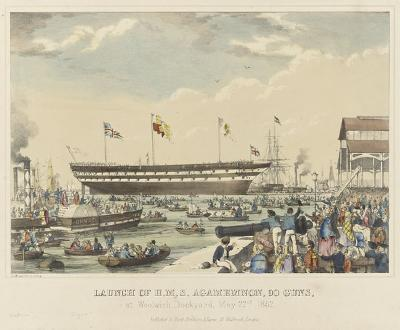
Stapellauf der HMS Agamemnon

- 22. Mai: Die HMS Agamemnon, das erste britische Linienschiff, das vom Kiel an aufwärts als dampfbetriebenes Segelschiff konzipiert ist, läuft vom Stapel.

#### Verkehr
- 14. August: Die erste Lokomotive fährt über die neu errichtete Portage Bridge im US-Bundesstaat New York. Die feierliche Eröffnung erfolgt am 25. August.

Giffards Luftschiff

- 24. September: Das erste Luftschiff, gebaut von Henri Giffard, fährt mit Dampfkraft von Paris nach Trappes.
- Der Neubau der Eisenbahnbrücke Asnières, Frankreichs erste schmiedeeiserne Brücke, wird eröffnet. Sie wurde nach den Plänen von Eugène Flachat und den Berechnungen von Émile Clapeyron nach dem Vorbild der Britanniabrücke durch das Unternehmen von Ernest Goüin errichtet.

#### Lehre und Forschung
- 11. Oktober: Die Universität Sydney nimmt den Lehrbetrieb auf. Sie ist die älteste Hochschule auf dem Fünften Kontinent.

### Kultur

#### Bildende Kunst
- 17. Februar: In Sankt Petersburg wird die Gemäldesammlung in der Eremitage der Öffentlichkeit als Museum zugänglich.
- Mit ein paar Exponaten der Londoner Weltausstellung 1851 wird im Londoner Stadtteil Kensington das South Kensington Museum gegründet.

#### Musik und Theater

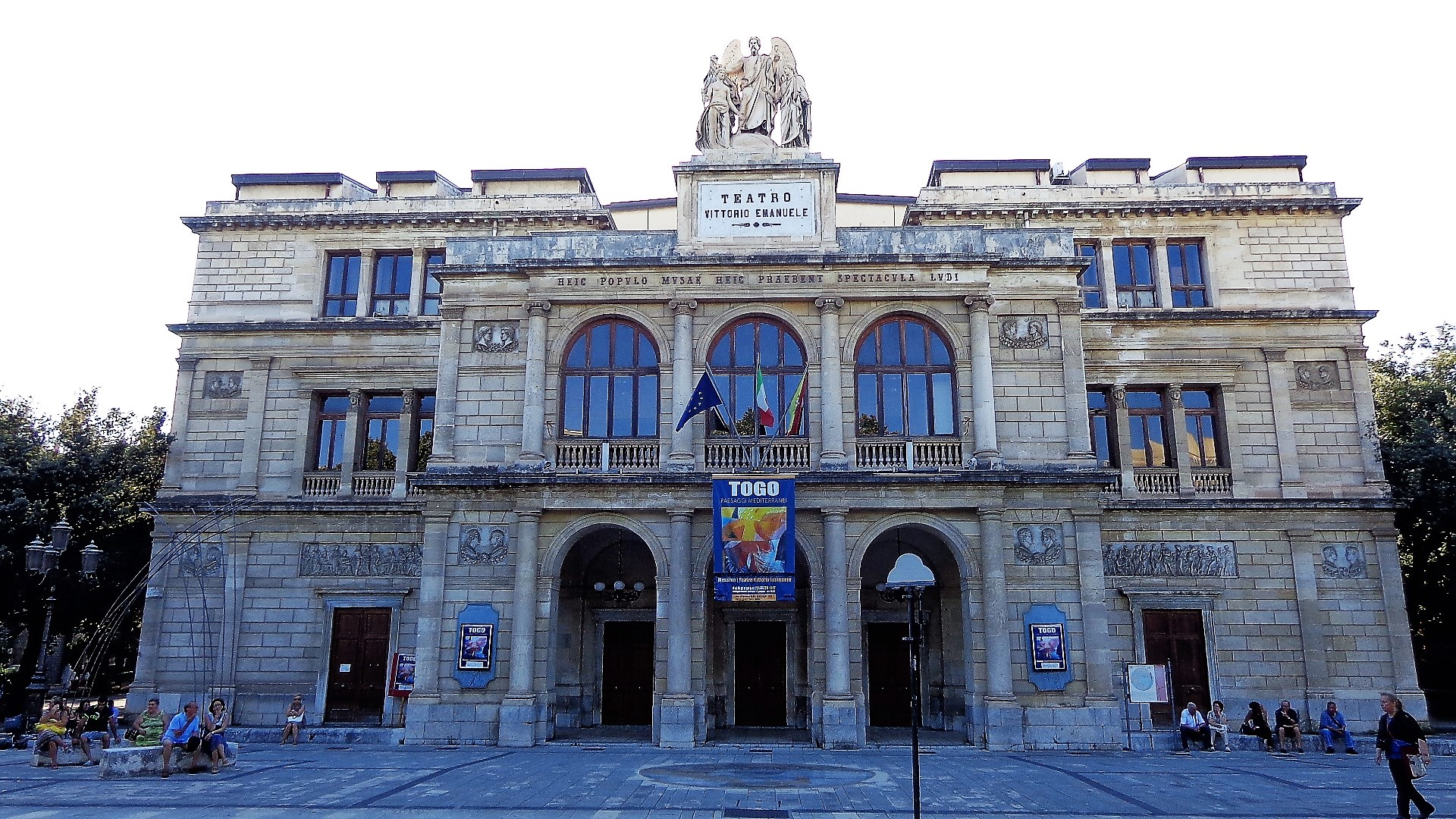
Das Teatro Vittorio Emanuele II im Jahre 2017

- 12. Januar: Das klassizistische Teatro Santa Elisabetta in Messina, acht Jahre später in Teatro Vittorio Emanuele II umbenannt, wird eröffnet.
- 20. Februar: Die komische Oper Waldblume von Johann Friedrich Kittl hat ihre Uraufführung.
- 21. Februar: Die Uraufführung der Opéra-comique La poupée de Nuremberg (Die Nürnberger Puppe) von Adolphe Adam erfolgt an der Opéra-Comique in Paris. Das Libretto stammt von Adolphe de Leuven und Arthur de Beauplan. In Deutschland ist sie in der Übersetzung von Ernst Pasqué erstmals am 26. November in Berlin zu sehen.
- 6. März: Die Oper The Sicilian Bride von Michael William Balfe wird am Theatre Royal Drury Lane in London uraufgeführt.
- 19. März: Die Uraufführung der Oper Der Kobold von Adolphe Adam findet an der Opéra-Comique in Paris statt.
- 29. März: Kampl, eine Posse mit Gesang von Johann Nestroy mit Musik von Carl Binder, wird mit Erfolg am Carl-Theater in Wien uraufgeführt.
- 4. September: Die Uraufführung der Oper Si j'étais roi (Wenn ich König wär’) von Adolphe Adam auf das Libretto von Adolphe d’Ennery und Jules-Henri Brésil erfolgt am Théâtre-Lyrique in Paris.

#### Sonstiges
- Nach langjährigen Vorarbeiten begründet Freiherr Hans von und zu Aufseß in Nürnberg das Germanische Nationalmuseum als „Generalrepertorium“. Es nutzt den Tiergärtnertorturm als Lagerstätte für seine Ausstellungsstücke.
- Der Cirque d’hiver in Paris wird gebaut.

### Gesellschaft
- 25. März: Nach einer Auseinandersetzung im preußischen Landtag wenige Tage zuvor kommt es zwischen Georg von Vincke als Forderer und Otto von Bismarck als Gefordertem zu einem Pistolenduell. Beim Duell Vincke–Bismarck wird jedoch niemand verletzt.

### Religion
- 6. Januar: Papst Pius IX. schafft eine Päpstliche Kommission für Christliche Archäologie. Sie soll den Schutz der alten Heiligen Stätten, insbesondere in Rom und Umgebung, zum Zwecke weiterer Erforschungen gewährleisten.
- 17. Mai: Enzyklika Probe noscitis venerabiles von Papst Pius IX.

### Katastrophen

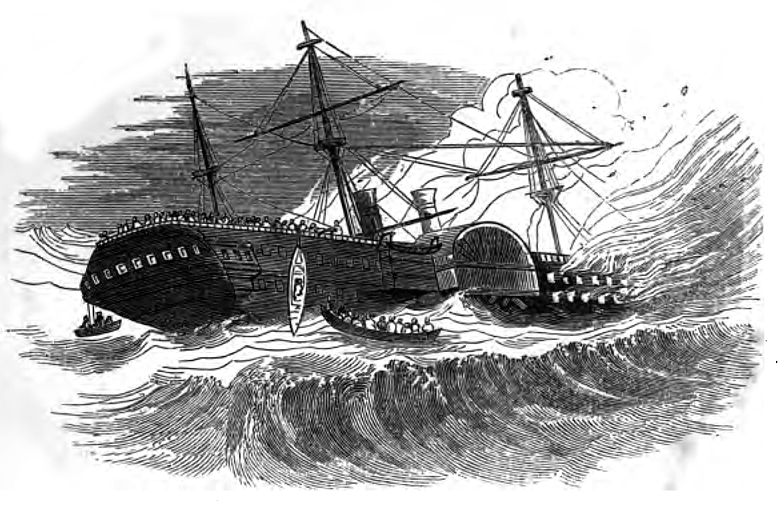
Die RMS Amazon

- 4. Januar: Auf dem britischen Raddampfer RMS Amazon bricht während seiner Jungfernfahrt ein unkontrollierbares Feuer aus. Das Schiff explodiert und sinkt, 104 Menschen kommen ums Leben.
- 5. Februar: Der Bilberry-Staudamm in England bricht und verursacht die „Holmfirth Flood“ mit mindestens 80 Toten.
- 26. Februar: Der Truppentransporter HMS Birkenhead der Royal Navy sinkt vor Südafrika. Nur 193 der 643 Menschen an Bord überleben. Bei der Katastrophe wird statt des bisher gebräuchlichen Rufes Jeder für sich! erstmals der Ruf Frauen und Kinder zuerst! verwendet.

### Sport
- Juli: Die beiden deutschen Schachmeister Adolf Anderssen und Jean Dufresne spielen in Berlin die sogenannte Immergrüne Partie.
- Das älteste schriftlich überlieferte Hockey-Regelwerk der Welt, die Rules of Harrow, werden in England veröffentlicht.

## Historische Karten und Ansichten

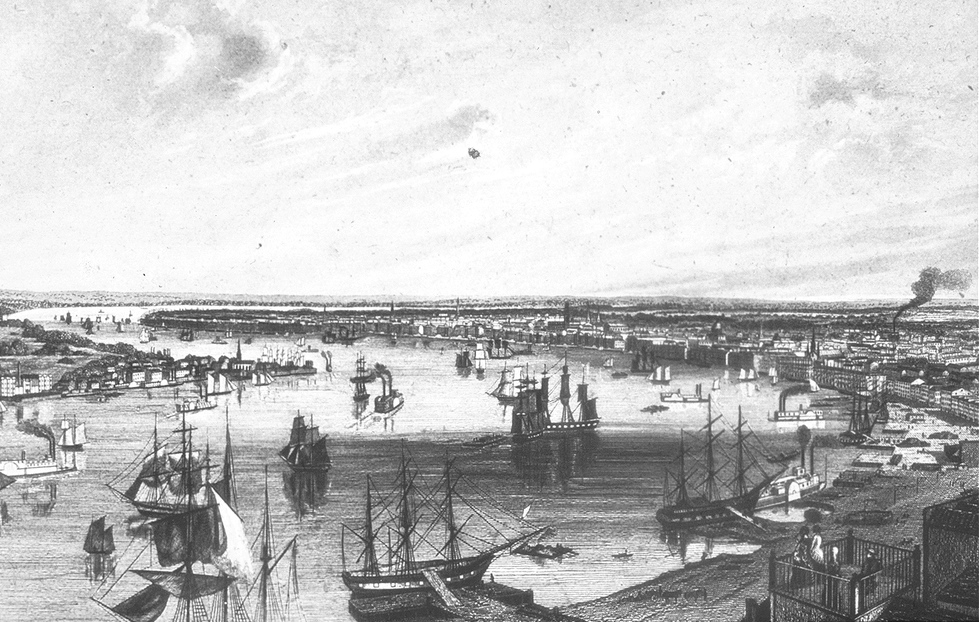
New Orleans 1852

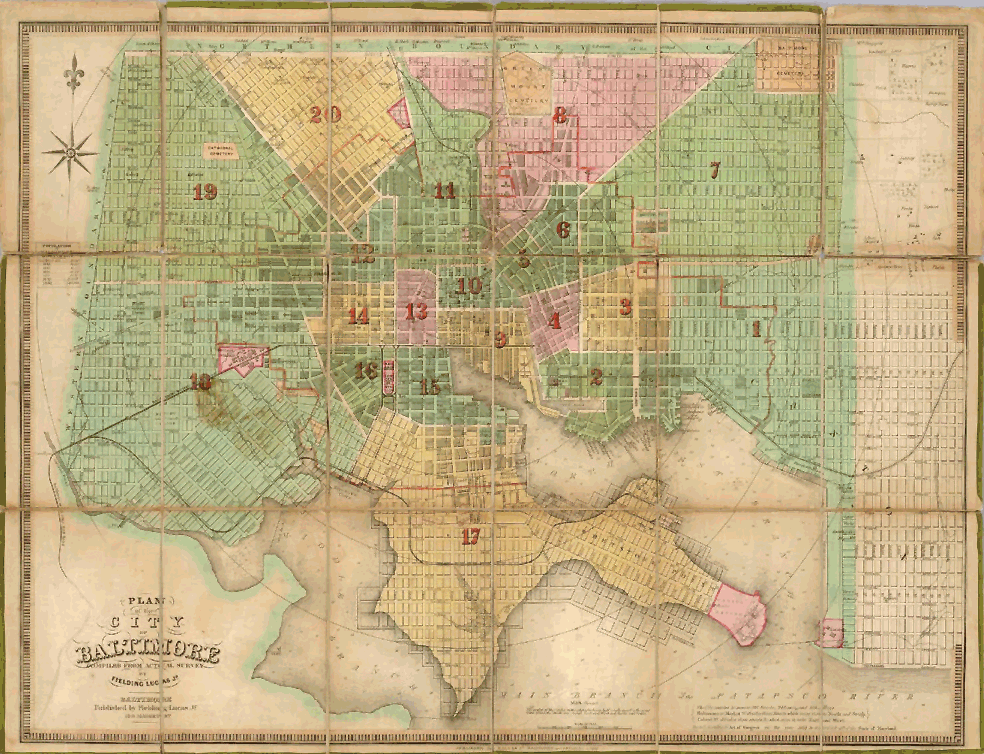
Plan Baltimore 1852

## Geboren

### Januar/Februar
- 04. Januar: Mite Kremnitz, deutsche Schriftstellerin († 1916)
- 05. Januar: Edwin Le Roy Antony, US-amerikanischer Politiker († 1913)
- 05. Januar: Johann Friedrich Andreas Bollmann, deutsches Original († 1901)
- 05. Januar: Franjo Vilhar Kalski, kroatischer Komponist († 1928)
- 10. Januar: Friedrich Lange, deutscher Journalist und Politiker († 1917)
- 11. Januar: Friedrich Spitta, deutscher Evangelischer Theologe († 1924)

Constantin Fehrenbach, 1882

- 11. Januar: Constantin Fehrenbach, deutscher Reichskanzler in der Weimarer Republik († 1926)
- 12. Januar: Joseph Joffre, französischer General, Marschall von Frankreich († 1931)
- 12. Januar: Hugo Zöller, deutscher Forschungsreisender und Journalist († 1933)
- 16. Januar: Stephan Burián, österreichisch-ungarischer Politiker († 1922)
- 18. Januar: Adolf Walewski, polnischer Schauspieler, Regisseur und Dramatiker († 1911)
- 22. Januar: Joshua Willis Alexander, US-amerikanischer Politiker († 1936)
- 25. Januar: Emilie Vollmöller, deutsche Sozialreformerin († 1894)
- 26. Januar: Frederick Corder, englischer Komponist († 1932)
- 26. Januar: Pierre Savorgnan de Brazza, französischer Marineoffizier und Afrikareisender († 1905)
- 28. Januar: Louis Brennan, irisch-australischer Konstrukteur und Erfinder († 1932)
- 28. Januar: George Wellington, US-amerikanischer Politiker († 1927)
- 29. Januar: Kazimierz Morawski, polnischer Philologe, Historiker und Übersetzer († 1925)
- 30. Januar: Carl Schrader, deutscher Astronom und Bryologe († 1930)
- 01. Februar: Caroline Kauffmann, französische Feministin und Suffragette († 1926)
- 05. Februar: Terauchi Masatake, japanischer Premierminister († 1919)
- 08. Februar: Emmerich von Arco auf Valley, deutscher Diplomat († 1909)
- 08. Februar: Gustav Körte, deutscher Archäologe († 1917)
- 12. Februar: Gottfried Friedrich Aly, deutscher Altphilologe und Schulpolitiker († 1913)
- 13. Februar: Ion Luca Caragiale, rumänischer Schriftsteller († 1912)
- 13. Februar: Dietrich Graf von Hülsen-Haeseler, deutscher General der Infanterie († 1908)
- 13. Februar: Johan Ludvig Emil Dreyer, dänischer Astronom und Wissenschaftshistoriker († 1926)
- 16. Februar: Charles Taze Russell, US-amerikanischer Gründer der Internationalen Bibelforscher († 1916)
- 20. Februar: Charles Erskine Scott Wood, US-amerikanischer Offizier, Anwalt, Schriftsteller († 1944)
- 21. Februar: Henry Lloyd, US-amerikanischer Politiker († 1920)
- 22. Februar: Adolf Gaston Eugen Fick, deutscher Augenarzt († 1937)
- 23. Februar: Dục Đức, fünfter Kaiser der vietnamesischen Nguyễn-Dynastie († 1883)
- 24. Februar: Konrad Beyrich, deutscher Forschungsreisender und Naturkundler († nach 1894)
- 24. Februar: George Moore, irischer Schriftsteller († 1933)

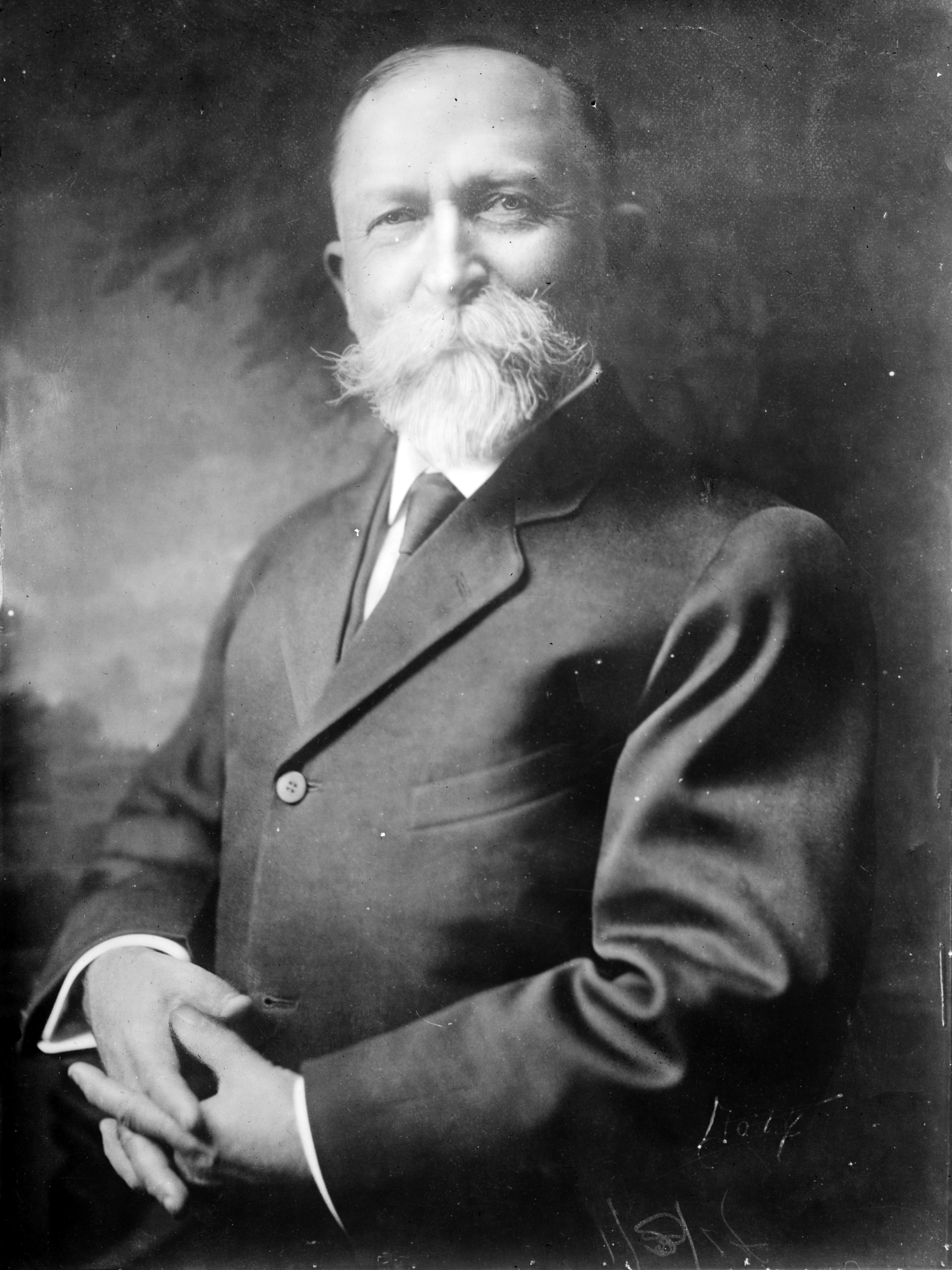
John Harvey Kellogg, um 1910

- 26. Februar: John Harvey Kellogg, US-amerikanischer Arzt und Erfinder der Cornflakes († 1943)
- 27. Februar: John McLane, US-amerikanischer Politiker († 1911)
- 28. Februar: Anton Maria Schwartz, Gründer der Kalasantiner, Seliger († 1929)

### März/April
- 01. März: Théophile Delcassé, Staatsmann der französischen Dritten Republik († 1923)
- 03. März: Friedrich Hahn, deutscher Geograph († 1917)
- 04. März: Kristján Jónsson, isländischer Premierminister († 1926)
- 05. April: Nariakira Arisaka, japanischer Militär († 1915)
- 05. März: Isabella Augusta Gregory, irische Schriftstellerin († 1932)
- 06. März: Josef Bayer, österreichischer Komponist († 1913)
- 06. März: Joseph Deniker, französischer Anthropologe († 1918)
- 08. März: Takamura Kōun, japanischer Bildhauer († 1934)
- 09. März: Matthew Arthur, schottischer Geschäftsmann und Peer († 1928)
- 10. März: Richard Anschütz, deutscher Chemiker († 1937)
- 12. März: Richard Altmann, deutscher Histologe und Pathologe († 1900)
- 13. März: Oscar Blumenthal, deutscher Schriftsteller und Bühnenautor († 1917)
- 14. März: Albert Nikolajewitsch Benois, russischer Maler († 1936)
- 17. März: Eugen Landau, deutscher Bankier, Industrieller und Philanthrop († 1935)
- 19. März: Heinrich Moritz Graf von Attems-Heiligenkreuz, österreichischer General der Kavallerie und k. u. k. Geheimer Rat († 1926)
- 20. März: John Franklin Fort, US-amerikanischer Politiker († 1920)
- 21. März: Arthur Milchhöfer, deutscher Archäologe († 1903)
- 22. März: Theodore Davie, kanadischer Politiker († 1898)
- 22. März: Hector-Irénée Sévin, Erzbischof von Lyon und Kardinal der römisch-katholischen Kirche († 1916)
- 24. März: Alexander Schoeller, deutscher Bankier († 1911)
- 29. März: Anna Winistörfer-Ruepp, Schweizer Lehrerin, Zeitungsgründerin, Redakteurin und Frauenrechtlerin († 1934)
- 30. März: James Theodore Bent, britischer Reisender und Archäologe († 1897)
- 01. April: Edwin Austin Abbey, US-amerikanischer Maler und Illustrator († 1911)
- 04. April: Paul von Krause, deutscher Jurist und Politiker († 1923)
- 05. April: Franz Eckert, deutscher Komponist († 1916)
- 07. April: Melanie Horsetzky von Hornthal, österreichische Bildhauerin († 1931)
- 11. April: Bérenger Saunière, Pfarrer in Rennes-le-Château († 1917)
- 12. April: Agnes Sapper, deutsche Schriftstellerin († 1929)
- 12. April: Ferdinand von Lindemann, deutscher Mathematiker († 1939)
- 12. April: Jeanne Macherez, französische Krankenschwester und Kriegsheldin († 1930)
- 12. April: Eduard Schulze, deutscher Offizier und Reisender († 1885)
- 13. April: Winfield Woolworth, Gründer der US-amerikanischen Kaufhaus- und Supermarktkette Woolworth († 1919)
- 14. April: Maximilian Delphinius Berlitz, deutsch-US-amerikanischer Sprachpädagoge und Gründer der „Berlitz Sprachschulen“ († 1921)
- 14. April: Henrique Oswald, brasilianischer Komponist († 1931)
- 15. April: Josef Freinademetz, katholischer Ordensmann, Chinamissionar und Heiliger († 1908)
- 16. April: Laura Theresa Alma-Tadema, britische Malerin und Illustratorin († 1909)
- 17. April: Ida Boy-Ed, deutsche Schriftstellerin († 1928)
- 18. April: Friedrich von Thiersch, deutscher Architekt und Maler († 1921)
- 20. April: Alberto Pedrazzini, Schweizer Politiker und Schriftsteller († 1930)
- 21. April: Victoriano Guisasola y Menéndez, Erzbischof von Valencia und Toledo, Kardinal († 1920)
- 22. April: Wilhelm IV., luxemburgischer Großherzog und Herzog von Nassau († 1912)
- 23. April: Konrad Lessing, deutscher Landschaftsmaler († 1916)
- 25. April: Leopoldo Alas (Clarín), spanischer Schriftsteller († 1901)
- 25. April: Jules Bovon, Schweizer evangelischer Geistlicher und Hochschullehrer († 1904)
- 30. April: Hans Bachmann, Schweizer Maler († 1917)
- 30. April: Marcell Driver, deutscher Jurist und Politiker († 1912)

### Mai/Juni

Santiago Ramón y Cajal

- 01. Mai: Friedrich Philipp von Abert, deutscher Erzbischof († 1912)
- 01. Mai: Santiago Ramón y Cajal, spanischer Mediziner und Nobelpreisträger († 1934)
- 04. Mai: Alice Liddell, Vorlage für die Heldin in Alice im Wunderland († 1934)
- 05. Mai: Pietro Gasparri, italienischer Kardinalstaatssekretär († 1934)
- 06. Mai: Viktor Gluth, deutscher Komponist und Musikpädagoge († 1917)
- 08. Mai: Filippo Giustini, römisch-katholischer Kardinal († 1920)
- 14. Mai: Alton B. Parker, Rechtsanwalt und US-Präsidentschaftskandidat 1904 († 1926)
- 16. Mai: Eduard Zacharias, deutscher Botaniker († 1911)
- 18. Mai: Julius Anton Adam, deutscher Genre- und Tiermaler sowie Lithograf († 1913)
- 18. Mai: Itzhok Lejb Perez, polnischer Schriftsteller († 1915)
- 20. Mai: Louis Artaud, französischer Politiker († 1937)
- 20. Mai: Leo Cederholm, preußischer Offizier († 1932)
- 21. Mai: Franz Ludorff, deutscher Pädagoge und Schriftsteller († 1896)
- 22. Mai: Moritz von Auffenberg, österreichisch-ungarischer General († 1928)
- 22. Mai: Niwa Jun’ichirō, japanischer Übersetzer und Schriftsteller († 1919)
- 22. Mai: Émile Sauret, französischer Violinvirtuose und Komponist († 1920)
- 23. Mai: Weldon B. Heyburn, US-amerikanischer Politiker († 1912)
- 23. Mai: Henri van Kol, niederländischer Sozialdemokrat († 1925)
- 25. Mai: Franz Hilarius Ascher, österreichischer Großgrund- und Bergwerksbesitzer, Montankonsulent, Generaldirektor, Chefredakteur und Verleger († 1929)
- 30. Mai: Joseph Probst, deutscher Heimatforscher († 1899)
- 31. Mai: Perito Moreno, argentinischer Geograph, Anthropologe und Entdecker († 1919)
- 31. Mai: Julius Richard Petri, deutscher Bakteriologe († 1921)
- 02. Juni: Paul Koechlin, französischer Industrieller und Automobilrennfahrer († 1907)
- 03. Juni: Maurice Berteaux, französischer Politiker († 1911)
- 03. Juni: Oskar Lieven, russischer Chemiker und Unternehmer († 1912)
- 03. Juni: Klara Schleker, deutsche Frauenrechtlerin († 1932)
- 05. Juni: Elkan Bauer, österreichischer Komponist († 1942)
- 05. Juni: Carl Georg Oscar Drude, deutscher Botaniker († 1933)
- 07. Juni: Alfred Amschl, österreichischer Jurist und Schriftsteller († 1926)
- 09. Juni: Ludwig Zimmermann, deutsch-baltischer evangelischer Märtyrer († 1906)
- 15. Juni: Daniel Burley Woolfall, britischer Fußball-Funktionär, FIFA-Präsident († 1918)
- 18. Juni: Ján Černoch, Erzbischof von Esztergom und Kardinal († 1927)
- 19. Juni: Richard Kund, deutscher Offizier und Forschungsreisender († 1904)
- 20. Juni: Georg Wilhelm Abel, deutsch-guatemaltekischer Diplomat († 1926)
- 24. Juni: Eugen von Aichelburg, österreichischer Politiker († 1917)

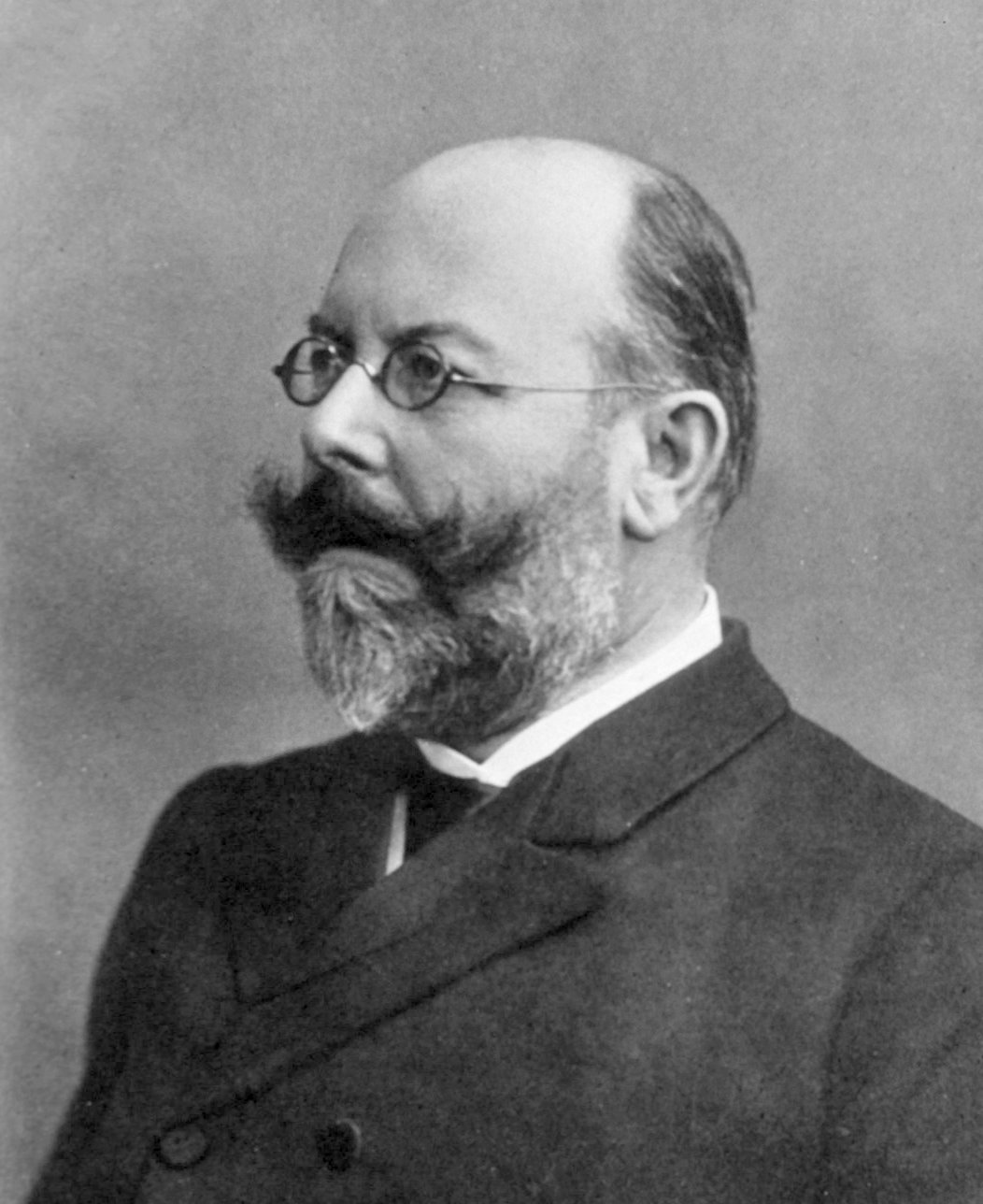
Friedrich Loeffler

- 24. Juni: Friedrich Loeffler, deutscher Hygieniker († 1915)
- 24. Juni: Victor Adler, österreichischer Politiker († 1918)
- 25. Juni: Molly Cramer, deutsche Malerin († 1936)

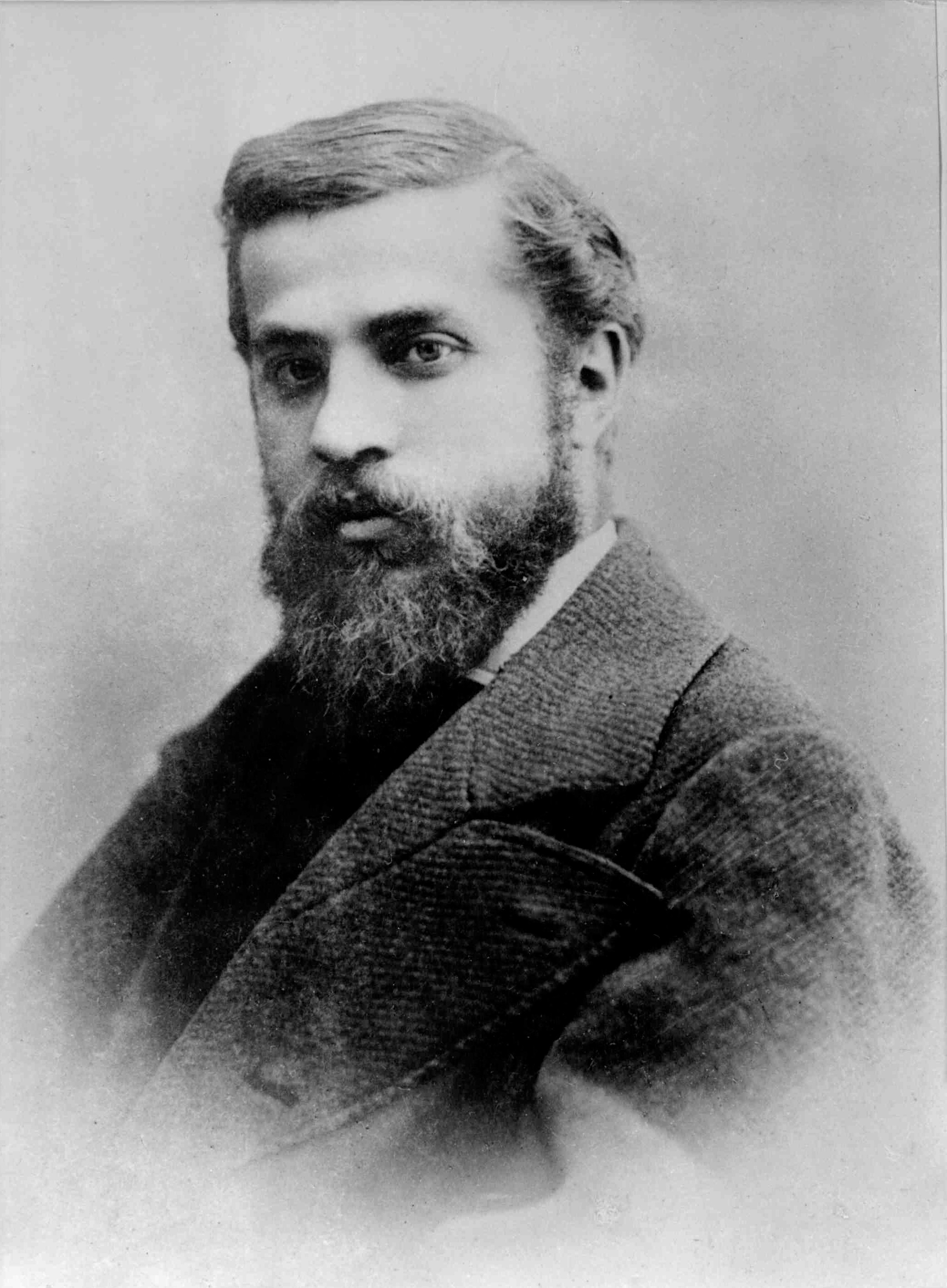
Antoni Gaudí, 1878

- 25. Juni: Antoni Gaudí, spanischer Architekt des katalanischen Modernismus († 1926)
- 28. Juni: Georg Loeschcke, deutscher Altphilologe und Archäologe († 1915)
- 29. Juni: Robert Kidston, englischer Botaniker († 1924)

### Juli/August
- 03. Juli: Rafael Joseffy, ungarischer Pianist und Musikpädagoge († 1915)
- 05. Juli: Pedro Antonio Díaz, panamaischer Staatspräsident († 1919)
- 06. Juli: Arnulf von Bayern, bayrischer Prinz († 1907)
- 10. Juli: Friedrich Dörries, deutscher Forschungsreisender und Tierpfleger († 1953)
- 11. Juli: Johann Josef Ammann, österreichischer Ethnograph und Pädagoge († 1913)
- 12. Juli: Franz Himstedt, deutscher Physiker († 1933)
- 12. Juli: Hipólito Yrigoyen, argentinischer Staatspräsident († 1933)
- 13. Juli: Franz Oppenheim, deutscher Chemiker und Industrieller († 1929)
- 14. Juli: James Dwight, US-amerikanischer Tennisspieler († 1917)
- 14. Juli: Walter Robert-Tornow, deutscher Übersetzer († 1895)
- 16. Juli: Vincenzo Gemito, italienischer Bildhauer, Zeichner und Goldschmied († 1929)
- 21. Juli: William Lossow, deutscher Architekt († 1914)
- 25. Juli: Minas Tscheras, armenischer Schriftsteller und Lehrer († 1929)
- 30. Juli: Ludwig Hoffmann, deutscher Architekt und Stadtbaurat in Berlin († 1932)
- 01. August: Eilhard Wiedemann, deutscher Physiker († 1928)
- 02. August: Bernhard Duhr, deutscher Jesuit, Theologe und Historiker († 1930)
- 03. August: Clemens Denhardt, deutscher Afrikaforscher († 1929)
- 03. August: Domenico Serafini, italienischer römisch-katholischer Kardinal († 1918)
- 07. August: Alexandre Nozal, französischer Maler († 1929)
- 08. August: Joseph Emmanuel II. Toma, Patriarch von Babylon der Chaldäer († 1947)
- 08. August: Paul Leonhardt, deutscher Politiker, Ehrenbürger von Wittenberg († 1927)
- 12. August: Leo von Abbema, deutscher Architekt († 1929)
- 16. August: Adolf Schlatter, Schweizer evangelischer Theologe († 1938)
- 16. August: Hermann von Soden, evangelisch-lutherischer Theologe († 1914)
- 21. August: James Peabody, US-amerikanischer Politiker († 1917)
- 21. August: Hermann Speck von Sternburg, deutscher Diplomat und Kunstsammler († 1908)
- 23. August: Arnold Toynbee, britischer Wirtschaftshistoriker († 1883)
- 23. August: Ocke Christian Nerong, schleswig-holsteinischer Lehrer und Heimatforscher († 1909)
- 24. August: Ferdinand Hueppe, deutscher Mediziner und Präsident des DFB († 1938)
- 30. August: Jacobus Henricus van ’t Hoff, niederländischer Chemiker († 1911)

### September/Oktober
- 02. September: Paul Bourget, französischer Dichter und Kritiker († 1935)
- 03. September: Karl von Müller, deutscher Theologe († 1940)
- 04. September: Edoardo Mascheroni, italienischer Dirigent und Komponist († 1941)
- 05. September: Robert Copland-Crawford, britischer Soldat sowie Fußball- und Cricketspieler († 1894)
- 06. September: Mila Kupfer-Berger, österreichische Opernsängerin und Gesangspädagogin († 1905)
- 08. September: Lilla Pauline Emilie Gäde, deutsche Malerin († 1932)
- 08. September: Gojong, koreanischer König zum Ende der Joseon-Dynastie († 1919)
- 09. September: John Henry Poynting, englischer Physiker († 1914)
- 12. September: Herbert Henry Asquith, britischer Politiker und Premierminister († 1928)
- 13. September: Obadiah Gardner, US-amerikanischer Politiker († 1938)
- 13. September: Hugo Ranzenberg, österreichischer Schauspieler und Regisseur († 1896)
- 14. September: Joseph Franz Bittner, deutscher Orgelbauer († 1915)
- 14. September: Hermann Lattemann, deutscher Berufsluftschiffer und Fallschirmspringer († 1894)
- 14. September: Simo Matavulj, serbischer Schriftsteller († 1908)
- 18. September: Hans Wagner, deutscher Vater der Philatelistentage († 1940)
- 23. September: William Stewart Halsted, US-amerikanischer Chirurg († 1922)
- 24. September: Joseph Martin, kanadischer Politiker († 1923)
- 28. September: John French, 1. Earl of Ypres, britischer Feldmarschall († 1925)

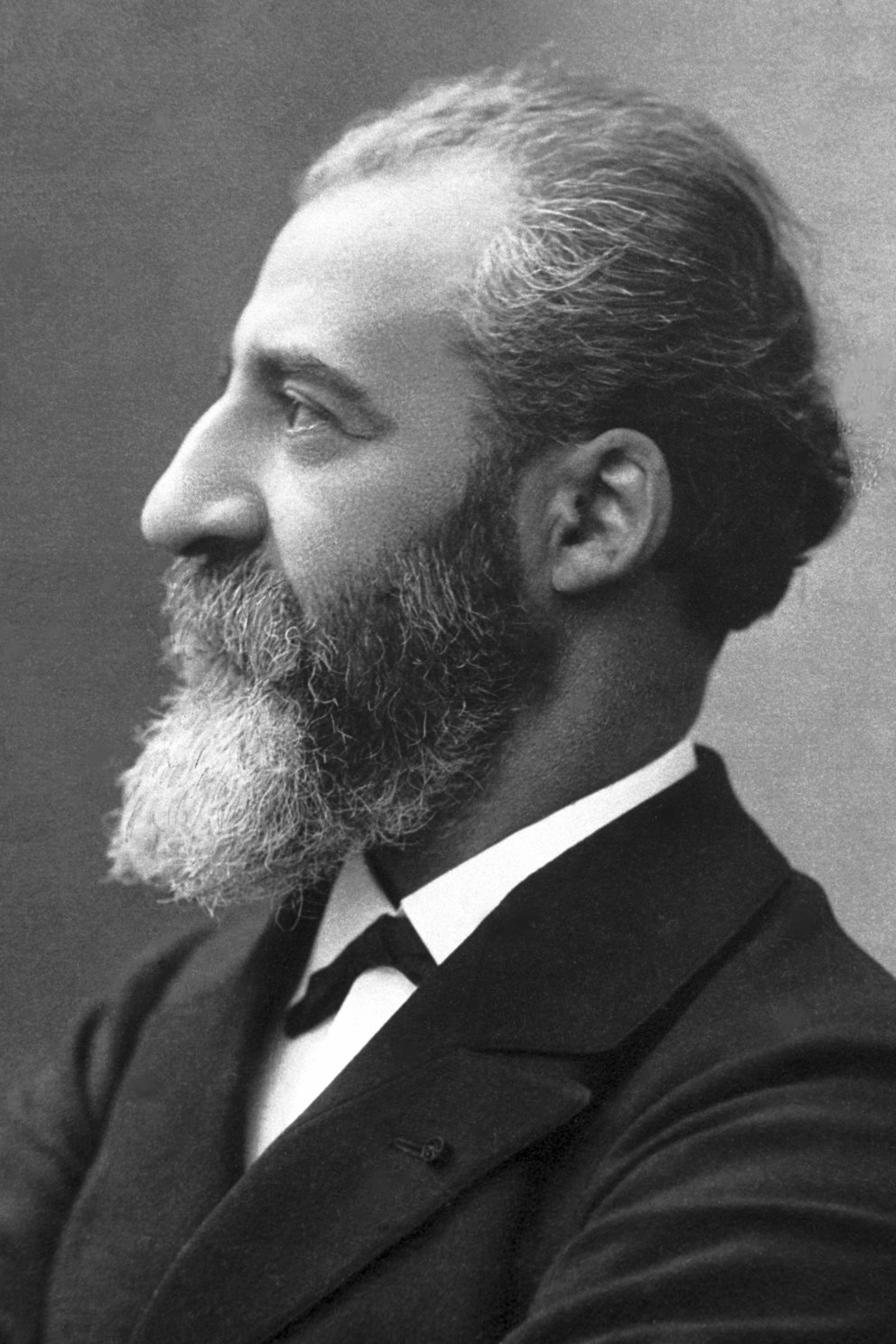
Henri Moissan

- 28. September: Henri Moissan, französischer Chemiker († 1907)
- 29. September: Lewis Dewart Apsley, US-amerikanischer Politiker († 1925)
- 30. September: Charles Villiers Stanford, irischer Komponist († 1924)
- 01. Oktober: Heinrich Seeling, deutscher Architekt († 1932)
- 01. Oktober: Richard Kralik, österreichischer Schriftsteller und Kulturphilosoph († 1934)
- 02. Oktober: Curt von François, deutscher Offizier der Schutztruppe der ehemaligen Kolonie Deutsch-Südwestafrika, Gründer der Hauptstadt Windhoek († 1931)
- 02. Oktober: William O’Brien, irischer Journalist und Politiker († 1928)

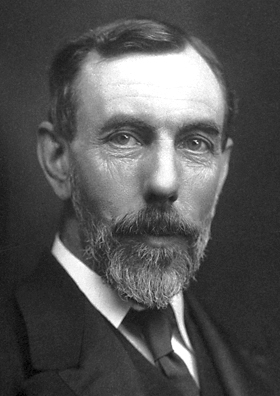
William Ramsay

- 02. Oktober: William Ramsay, britischer Chemiker und Nobelpreisträger († 1916)
- 07. Oktober: Isidor Mautner, österreichischer Großindustrieller († 1930)
- 09. Oktober: Heinrich Leonhard Adolphi, deutsch-baltischer Pastor, Schachspieler, evangelischer Märtyrer († 1918)

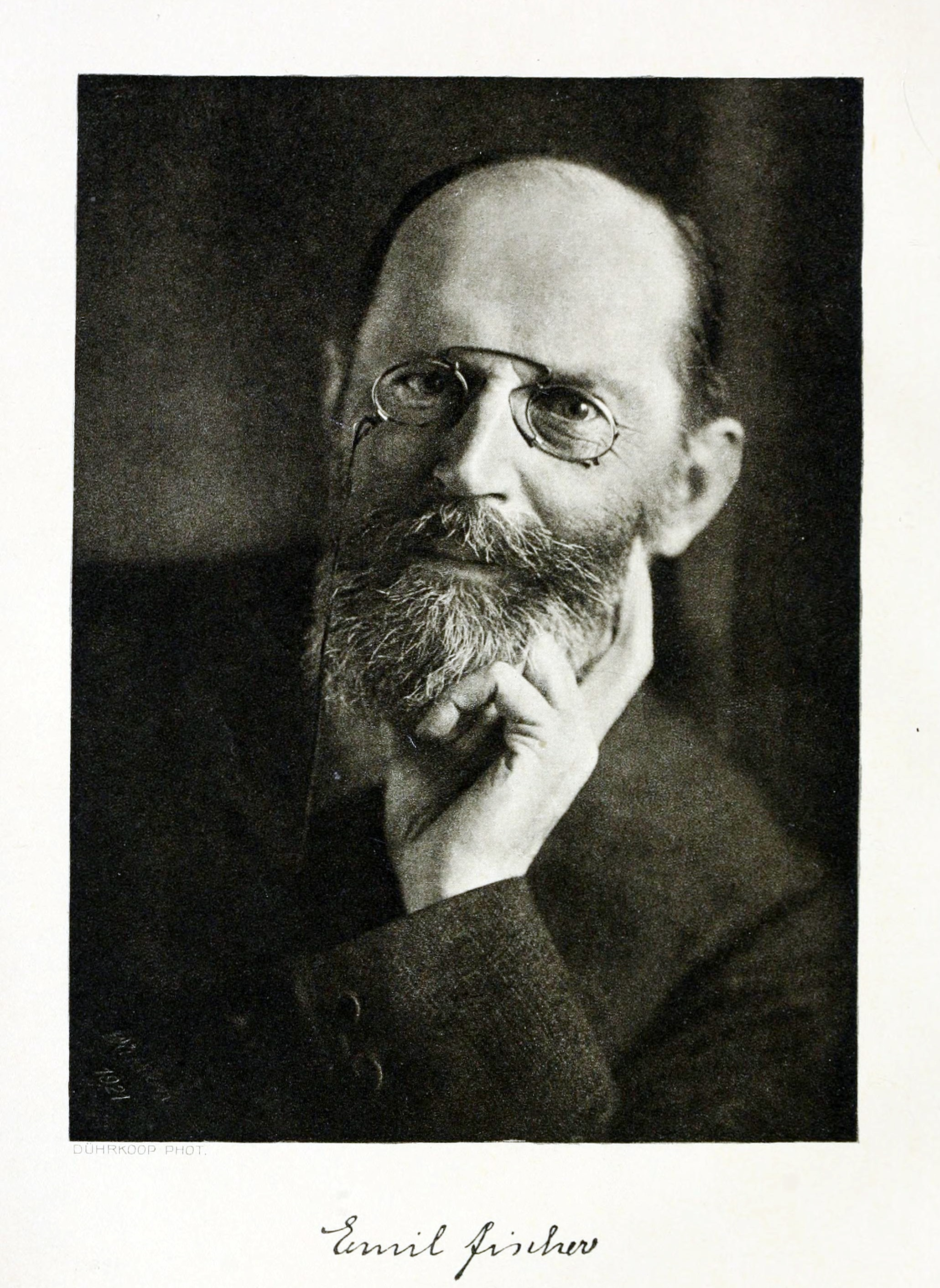
Emil Fischer, 1902

- 09. Oktober: Emil Fischer, deutscher Chemiker und Nobelpreisträger († 1919)
- 14. Oktober: Otto Binswanger, deutscher Hochschullehrer, Psychiater und Neurologe († 1929)
- 16. Oktober: Karl Ludwig Schemann, deutscher Schriftsteller, Übersetzer und Rasseforscher († 1938)
- 19. Oktober: Fritz Friedmann, deutscher Jurist und Schriftsteller († 1915)
- 22. Oktober: Adam Müller-Guttenbrunn, österreichischer Schriftsteller und Theaterdirektor († 1923)
- 24. Oktober: George W. Clarke, US-amerikanischer Politiker († 1936)
- 28. Oktober: Theodor Fritsch, deutscher Publizist antisemitischer Schriften († 1933)
- 28. Oktober: Heinrich Otto Lehmann, deutscher Rechtswissenschaftler, Rechtshistoriker und Hochschullehrer († 1904)
- 30. Oktober: Casimir von Arx, schweizerische Politiker († 1931)
- 31. Oktober: Robert von Pöhlmann, deutscher Althistoriker († 1914)

### November/Dezember
- 03. November: Mutsuhito, Kaiser von Japan († 1912)
- 10. November: Theodor Fuendeling, Buchhändler und Verleger in Hameln († 1919)
- 11. November: Franz Graf Conrad von Hötzendorf, österreichischer Feldmarschall († 1925)
- 14. November: Alfred Lichtwark, deutscher Kunsthistoriker, Museumsleiter und Kunstpädagoge († 1914)
- 15. November: Tawfiq, Khedive von Ägypten († 1892)
- 16. November: Friedrich August, Großherzog von Oldenburg († 1931)
- 21. November: Francisco Tárrega, spanischer Gitarrist und Komponist († 1909)
- 22. November: Paul Brandt, Schweizer evangelischer Geistlicher, Redakteur, Gewerkschafter und Politiker († 1910)
- 22. November: Paul Henri d’Estournelles de Constant, Gründer und Präsident der französischen parlamentarischen Gruppe für freiwillige Schiedsgerichtsbarkeit († 1924)
- 25. November: Paul Hillemacher, französischer Komponist und Pianist († 1933)
- 26. November: Hermann Howaldt, deutscher Ingenieur († 1900)
- 26. November: Yamamoto Gonnohyōe, Premierminister von Japan, Chefadmiral der Großen Flotte der Kaiserlich Japanischen Marine († 1933)
- 28. November: Josef Huber, österreichischer Landwirt und Politiker († 1921)
- 30. November: Peter Joseph Lausberg, Weihbischof in Köln († 1922)
- 02. Dezember: Tōkai Sanshi, japanischer Schriftsteller († 1922)
- 04. Dezember: John Kean, US-amerikanischer Politiker († 1914)
- 13. Dezember: Emanuel Schreiber, österreichischer Rabbiner und Publizist († 1932)
- 14. Dezember: Richard Ritter Schubert von Soldern, österreichischer Philosoph († 1924)

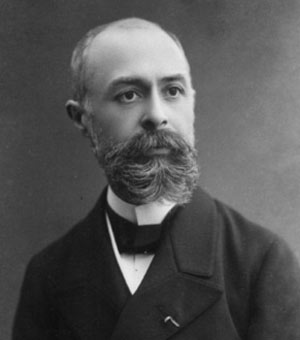
Henri Becquerel

- 15. Dezember: Antoine Henri Becquerel, französischer Physiker († 1908)
- 19. Dezember: Albert A. Michelson, US-amerikanischer Physiker († 1931)
- 22. Dezember: Bruno Kircheisen, deutscher Orgelbauer († 1921)
- 23. Dezember: Josef Strobach, österreichischer Politiker, Wiener Bürgermeister († 1905)
- 24. Dezember: Friedrich Winkelmann, deutscher Prähistoriker, Archäologe, Streckenkommissar der Reichs-Limeskommission, Gutsbesitzer und Kommunalpolitiker († 1934)
- 25. Dezember: Henry Tifft Gage, US-amerikanischer Politiker († 1924)
- 31. Dezember: Carl Stegmann, deutscher Philologe und Gymnasialdirektor († 1929)

### Genaues Geburtsdatum unbekannt
- Louis Allard, französischer Posaunist und Musikpädagoge († 1940)
- Antonio Vanegas Arroyo, mexikanischer Verleger († 1917)
- Badi’, persischer Märtyrer des Bahaismus († 1869)
- Tadeusz Ajdukiewicz, polnischer Porträt-, Genre- und Militärmaler († 1916)
- Minnie Walton, australisch-amerikanische Sängerin und Schauspielerin († 1879)

## Gestorben

### Januar bis März
- 05. Januar: Gabriel Ferry, französischer Schriftsteller (* 1809)

Louis Braille

- 06. Januar: Louis Braille, französischer Erfinder der Blindenschrift (Brailleschrift) (* 1809)
- 10. Januar: Amir Kabir, persischer Politiker, Ministerpräsident und Reformer (* 1807)
- 24. Januar: Jan Kollár, slowakischer Lyriker und Gelehrter (* 1793)

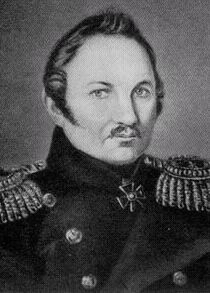
Fabian Gottlieb von Bellingshausen

- 25. Januar: Fabian Gottlieb von Bellingshausen, russischer Seefahrer (* 1778)
- 27. Januar: Paavo Ruotsalainen, finnischer Erweckungsprediger (* 1777)
- 10. Februar: Rainiharo, Premierminister des Königreichs Madagaskar
- 21. Februar: Joaquín Acosta, kolumbianischer Wissenschaftler (* 1799/1800)
- 24. Februar: Ethan Allen Brown, US-amerikanischer Politiker (* 1776)
- 25. Februar: Thomas Moore, irischer Schriftsteller (* 1779)
- 27. Februar: Joseph Drechsler, österreichischer Komponist und Musikpädagoge (* 1782)
- 02. März: Auguste Frédéric Louis Viesse de Marmont, französischer Feldherr (* 1774)

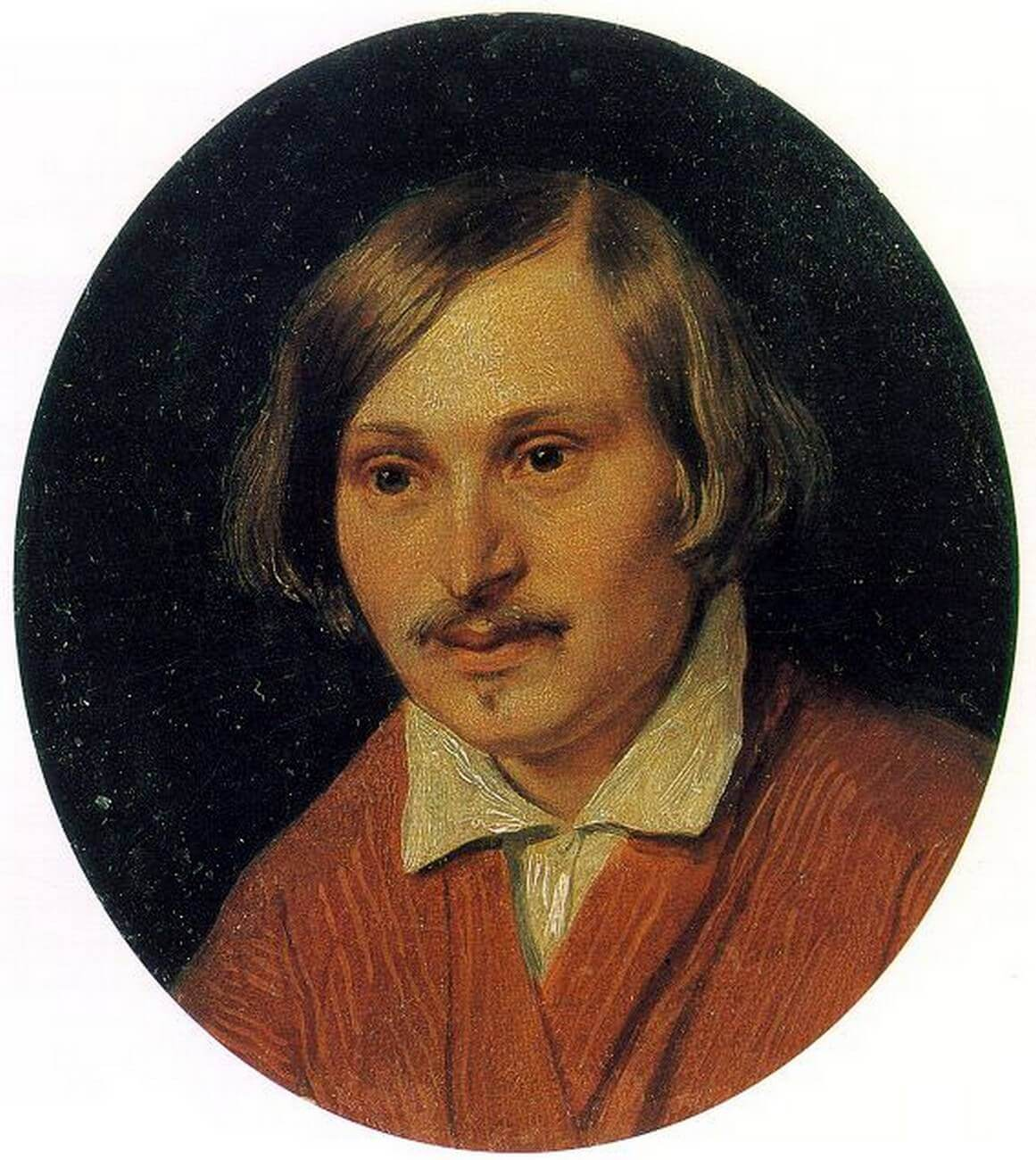
Nikolai Gogol

- 04. März: Nikolai Gogol, russischer Schriftsteller (* 1809)
- 10. März: Armand Marrast, französischer Journalist (* 1801)
- 12. März: Georg August von Auenfels, österreichischer Generalmajor und Ritter des Militär-Maria-Theresia-Ordens (* 1773)
- 13. März: Georg Moller, deutscher Architekt und Stadtplaner (* 1784)
- 14. März: Charles Nicolas d’Anthouard de Vraincourt, französischer Divisionsgeneral der Artillerie (* 1773)
- 14. März: Friedrich Wilhelm Wäldner, deutscher Orgelbauer (* 1785)
- 17. März: Ferdinand Oechsle, deutscher Mechaniker, Goldschmied und Erfinder (* 1774)
- 18. März: Friedrich Wilhelm Carové, deutscher Jurist, Germanist und Philosoph (* 1789)
- 19. März: Zoé Talon, Comtesse du Cayla, Vertraute Ludwigs XVIII. (* 1785)
- 22. März: Sir John Harvey, britischer General und Kolonialadministrator (* 1778)
- 22. März: Jeremiah Morrow, US-amerikanischer Politiker (* 1771)
- 23. März: Heinrich Karl Ludwig Bardeleben, deutscher Jurist und Politiker (* 1775)
- 23. März: Alexis de Garaudé, französischer Musikpädagoge und Komponist (* 1779)
- 30. März: Georg Friedrich Aschenborn, preußischer Beamter (* 1771)

### April bis Juni
- 01. April: Auguste-Frédéric de Meuron, Schweizer Kaufmann und Industrieller (* 1789)
- 05. April: Felix Fürst zu Schwarzenberg, österreichischer Politiker und Diplomat (* 1800)
- 06. April: François-Louis Cailler, Schweizer Schokoladenpionier (* 1796)
- 08. April: Adolph Scharenberg, deutscher Porträt- und Porzellanmaler (* 1766)
- 24. April: Leopold I., badischer Großherzog (* 1790)
- 30. April: Charles Andrews, US-amerikanischer Politiker (* 1814)
- 01. Mai: Antoine Monastier, französisch-schweizerischer evangelischer Geistlicher und Historiker (* 1774)
- 02. Mai: John Dalrymple, englischer Augenarzt (* 1803)
- 03. Mai: Friedrich Wilhelm Karl von Arnim, Polizeipräsident von Berlin (* 1786)
- 03. Mai: Sara Coleridge, englische Schriftstellerin und Übersetzerin (* 1802)
- 05. Mai: Hadschi Murat, Führer im Widerstandskampf der nordkaukasischen Völker gegen die russischen Besatzer (* 1797/99)
- 06. Mai: William Bellinger Bulloch, US-amerikanischer Politiker (* 1777)
- 08. Mai: Heinrich Salomon Hoffmann, deutscher Drogist und Unternehmer (* 1794)
- 15. Mai: Louisa Catherine Johnson Adams, First Lady der USA (* 1775)
- 15. Mai: Karl Joseph Aloys Agricola, Miniaturmaler und Kupferstecher (* 1779)
- 23. Mai: Carlo Amati, italienischer Architekt (* 1776)
- 23. Mai: Georg Jakob Strunz, deutscher Musiker und Komponist (* 1781)
- 26. Mai: Johan Gunder Adler, Mitverfasser des norwegischen Grundgesetzes (* 1784)
- 27. Mai: Eduard Dohlhoff, deutscher Arzt und Medizinalrat (* 1799)
- 04. Juni: Jens Christian Berg, norwegischer Jurist und Historiker (* 1775)
- 04. Juni: James Pradier, französischer Bildhauer (* 1790)
- 05. Juni: Tomasz Napoleon Nidecki, polnischer Komponist (* 1807)
- 08. Juni: Perry Smith, US-amerikanischer Politiker (* 1783)
- 12. Juni: Xavier de Maistre, französischer Schriftsteller (* 1763)
- 15. Juni: Friedrich Groos, deutscher Arzt und Philosoph (* 1768)
- 16. Juni: Ludwig von Hartmann, deutscher Industriepionier (* 1766)

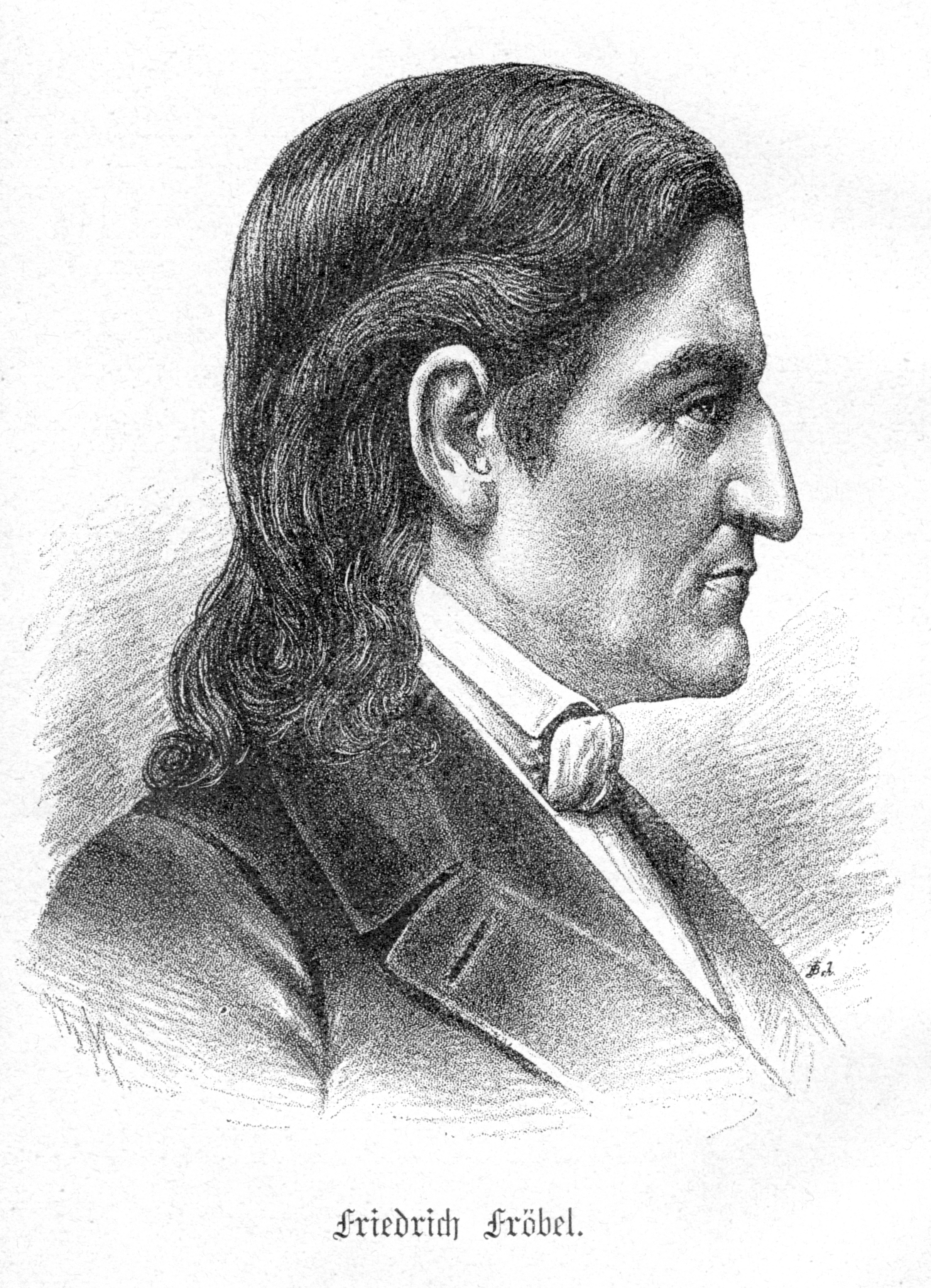
Friedrich Fröbel

- 21. Juni: Friedrich Fröbel, deutscher Pädagoge (* 1782)
- 23. Juni: Karl Pawlowitsch Brjullow, russischer Maler und Architekt (* 1799)
- 24. Juni: Wilhelm Carl Ferdinand von Ahlefeldt-Laurvigen, Domherr des Domkapitels des Lübecker Doms (* 1769)
- 27. Juni: Lemuel H. Arnold, US-amerikanischer Politiker (* 1792)
- 28. Juni: Karl Ernst Schmid, deutscher Rechtswissenschaftler (* 1774)
- 29. Juni: Henry Clay, US-amerikanischer Außenminister (* 1777)

### Juli bis Dezember
- 01. Juli: Peter Überbacher, österreichischer Orgelbauer (* 1789)
- 02. Juli: James S. Calhoun, US-amerikanischer Politiker (* 1802)
- 09. Juli: Thomas McKennan, US-amerikanischer Politiker (* 1794)
- 19. Juli: John McKinley, US-amerikanischer Politiker und Jurist (* 1780)
- 27. Juli: Johann Andreas Schmeller, deutscher Germanist und bayerischer Sprachforscher (* 1785)
- 07. August: Robert Rantoul, US-amerikanischer Politiker (* 1805)
- 14. August: Margaret Taylor, US-amerikanische First Lady (* 1788)
- 14. August: Eberhard von Wächter, deutscher Maler (* 1762)
- 15. August: Johan Gadolin, finnischer Chemiker (* 1760)
- 24. August: Sarah Guppy, britische Erfinderin (* 1770)
- 24. August: Joseph Vance, US-amerikanischer Politiker (* 1786)
- 04. September: William Pitt Adams, britischer Diplomat (* 1804)
- 07. September: Marie Lafarge, französische Giftmörderin (* 1816)
- 08. September: Friedrich Ferdinand Gottlieb von Globig, kursächsischer Geheimer Rat und Oberkammerherr (* 1771)

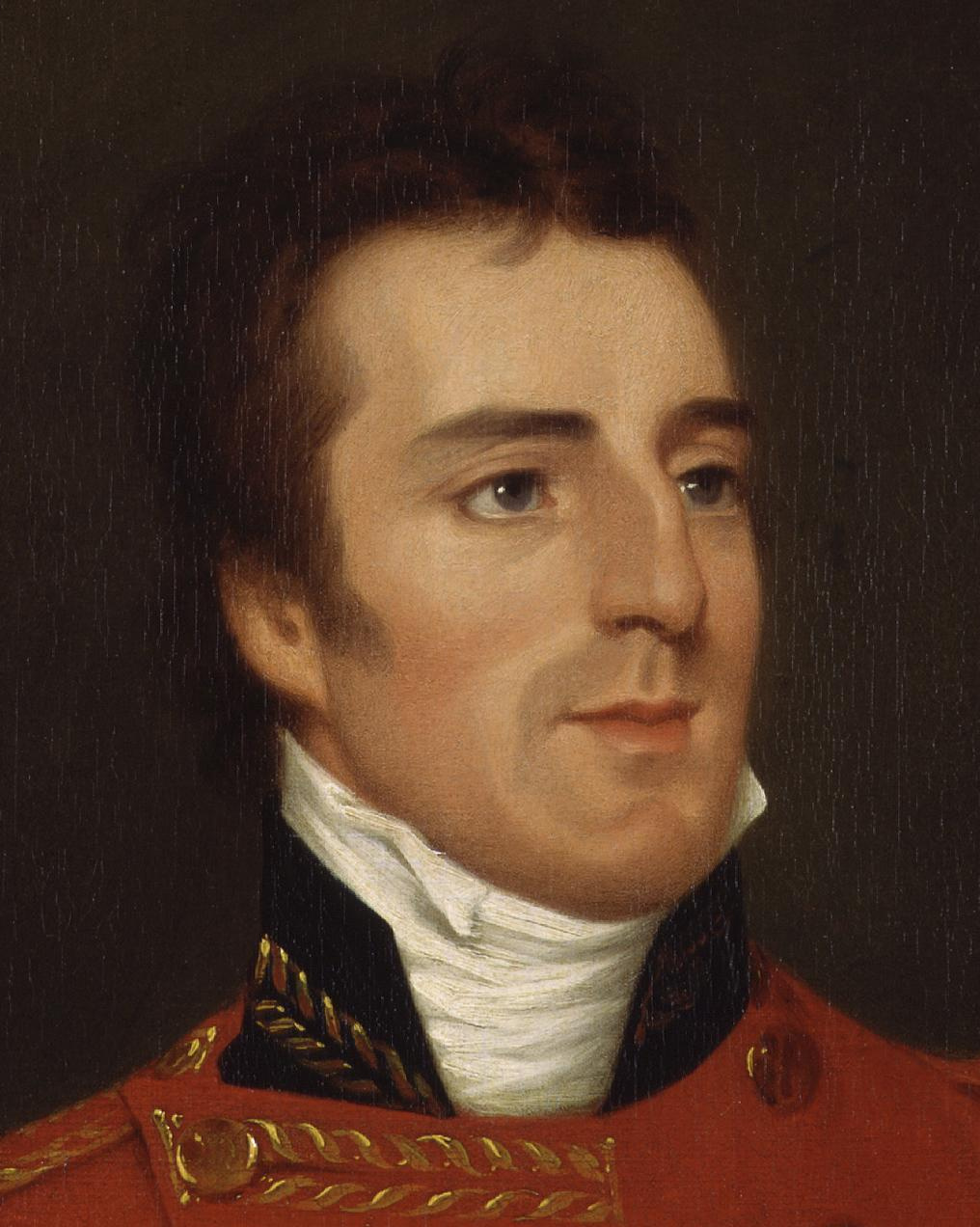
Arthur Wellesley, 1. Duke of Wellington

- 14. September: Arthur Wellesley, 1. Duke of Wellington, britischer Militärführer (* 1769)
- 19. September: Émilie de Rodat, französische Ordensschwester, Mystikerin und Ordensgründerin (* 1787)
- 21. September: John Chambers, US-amerikanischer Politiker (* 1780)
- 21. September: William Badger, US-amerikanischer Politiker (* 1779)
- 23. September: John Vanderlyn, US-amerikanischer Maler (* 1775)
- 24. September: Francisco Javier Castaños, spanischer Herzog und General (* 1756)
- 27. September: Adolf Overweg, deutscher Astronom, Geologe und Afrikaforscher (* 1822)
- 28. September: Jehu Jones, US-amerikanischer Pastor (* 1786)
- 30. September: Constans Pontin, schwedischer Schriftsteller, Publizist und Jurist (* 1819)
- 06. Oktober: José Ballivián, Präsident von Bolivien (* 1805)
- 06. Oktober: Charles Marie Auguste de Beaumont d’Autichamp, französischer General (* 1805)
- 13. Oktober: John Lloyd Stephens, US-amerikanischer Forschungsreisender, Amateurarchäologe, Autor, Anwalt und Diplomat (* 1805)

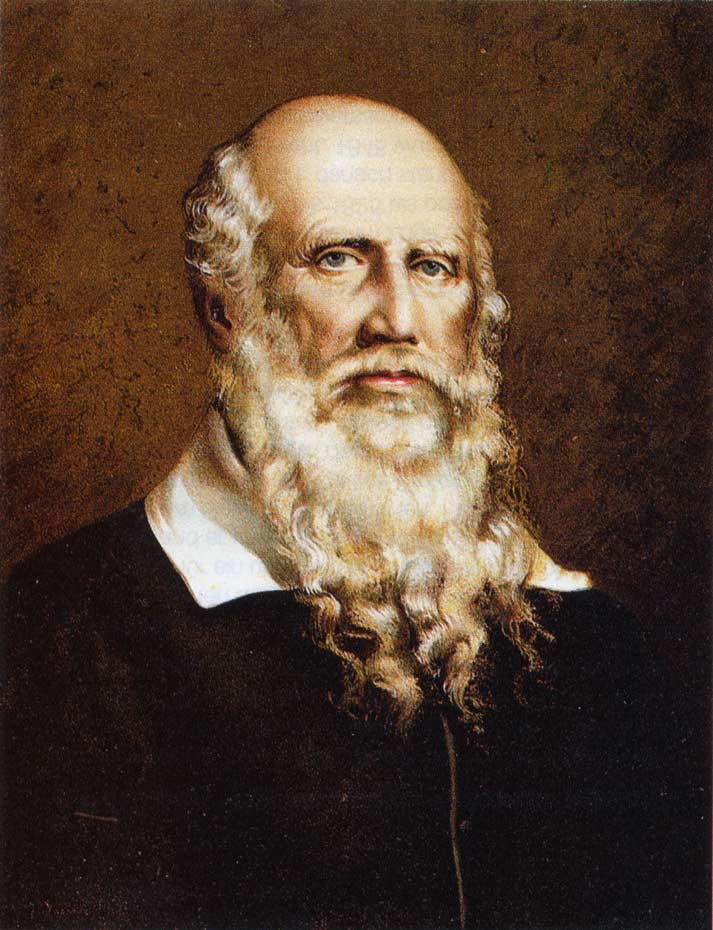
Friedrich Ludwig Jahn

- 15. Oktober: Friedrich Ludwig Jahn, deutscher Turnvater (* 1778)
- 17. Oktober: Anton Apponyi von Nagy-Apponyi, österreichischer Diplomat (* 1782)
- 26. Oktober: Johann Erdmann Hummel, deutscher Maler (* 1769)
- 31. Oktober: Edward Bransfield, irisch-schottischer Seefahrer und Forscher (* 1785)
- Oktober: Carl Alexander Simon, deutscher Kunstmaler und Dichter (* 1805)
- 10. November: Gideon Mantell, englischer Arzt, Geologe und Paläontologe (* 1790)
- 11. November: David Henshaw, US-amerikanischer Politiker (* 1791)
- 12. November: Adolph Schoder, württembergischer Politiker (* 1817)
- 13. November: Karol Bołoz Antoniewicz, polnischer Theologe und Missionar (* 1807)
- 16. November: Philipp Peter Crößmann, deutscher evangelischer Theologe (* 1793)
- 18. November: Anton Bernhard Fürstenau, deutscher Flötist und Komponist (* 1792)
- 21. November: Ludwig Gustav von Thile, preußischer General und Chef des Militärkabinetts (* 1781)
- 23. November: John Sergeant, US-amerikanischer Politiker (* 1779)
- 24. November: Walter Forward, US-amerikanischer Politiker (* 1786)
- 26. November: Aeneas Coffey, irischer Ingenieur (* 1780)
- 27. November: Ada Lovelace, britische Mathematikerin (* 1815)
- 01. Dezember: Ernst Casimir I. zu Ysenburg und Büdingen, 1. Fürst zu Ysenburg und Büdingen (* 1781)
- 13. Dezember: Karl Baldamus, deutscher Jurist, Publizist, Lyriker, Erzähler und Dichter (* 1784)
- 13. Dezember: Edward Seguin, US-amerikanischer Opernsänger und Impresario (* 1809)
- 15. Dezember: Józef Damse, polnischer Komponist (* 1789)
- 15. Dezember: Cornelius P. Van Ness, US-amerikanischer Politiker (* 1782)
- 16. Dezember: Andries Hendrik Potgieter, burischer Politiker und Voortrekker-Anführer (* 1792)
- 19. Dezember: Johann Georg Henle, deutscher Rotgerbermeister und Stifter (* 1769)

### Genaues Todesdatum unbekannt
- Qurrat al-ʿAin, persische Dichterin und Märtyrerin des Babismus (* 1814)
- Mirza-Schaffy, aserbaidschanischer Dichter (* 1794)